# Llanero

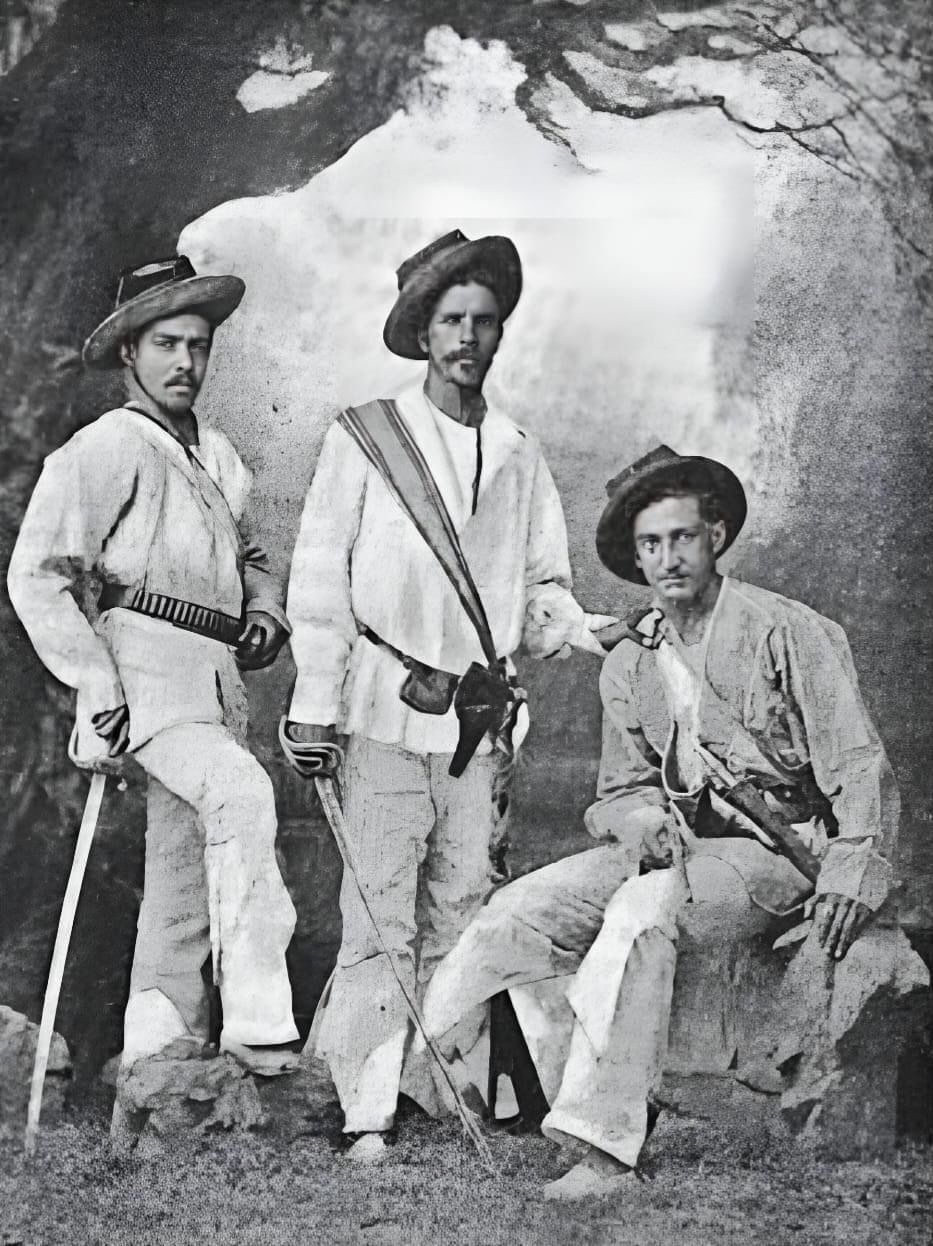
Cazadores venezolanos,. Portando garrasi, cresperos, cuchillos, faja y sombrero.

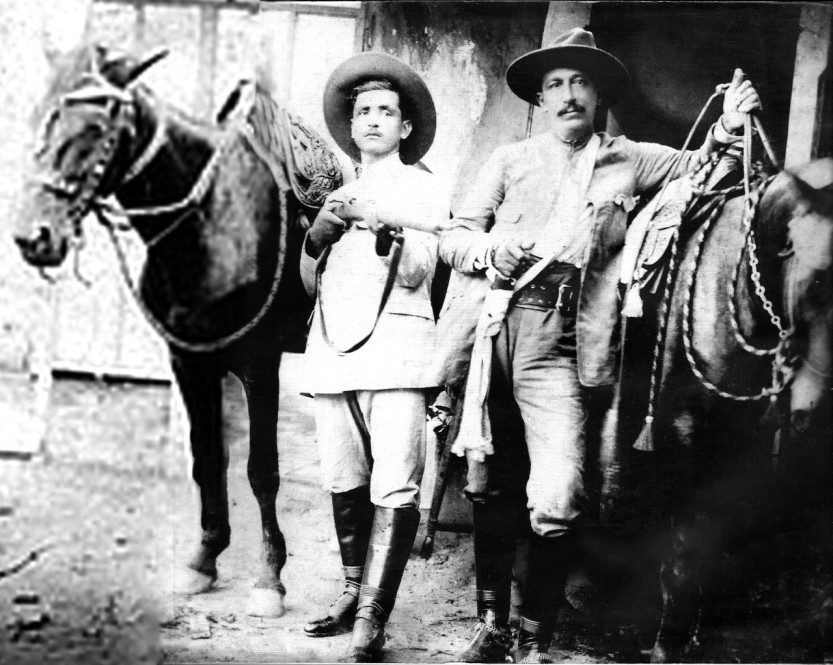
General Pedro Pérez Delgado y José Dáger, llaneros durante la hegemonía andina, 1919.

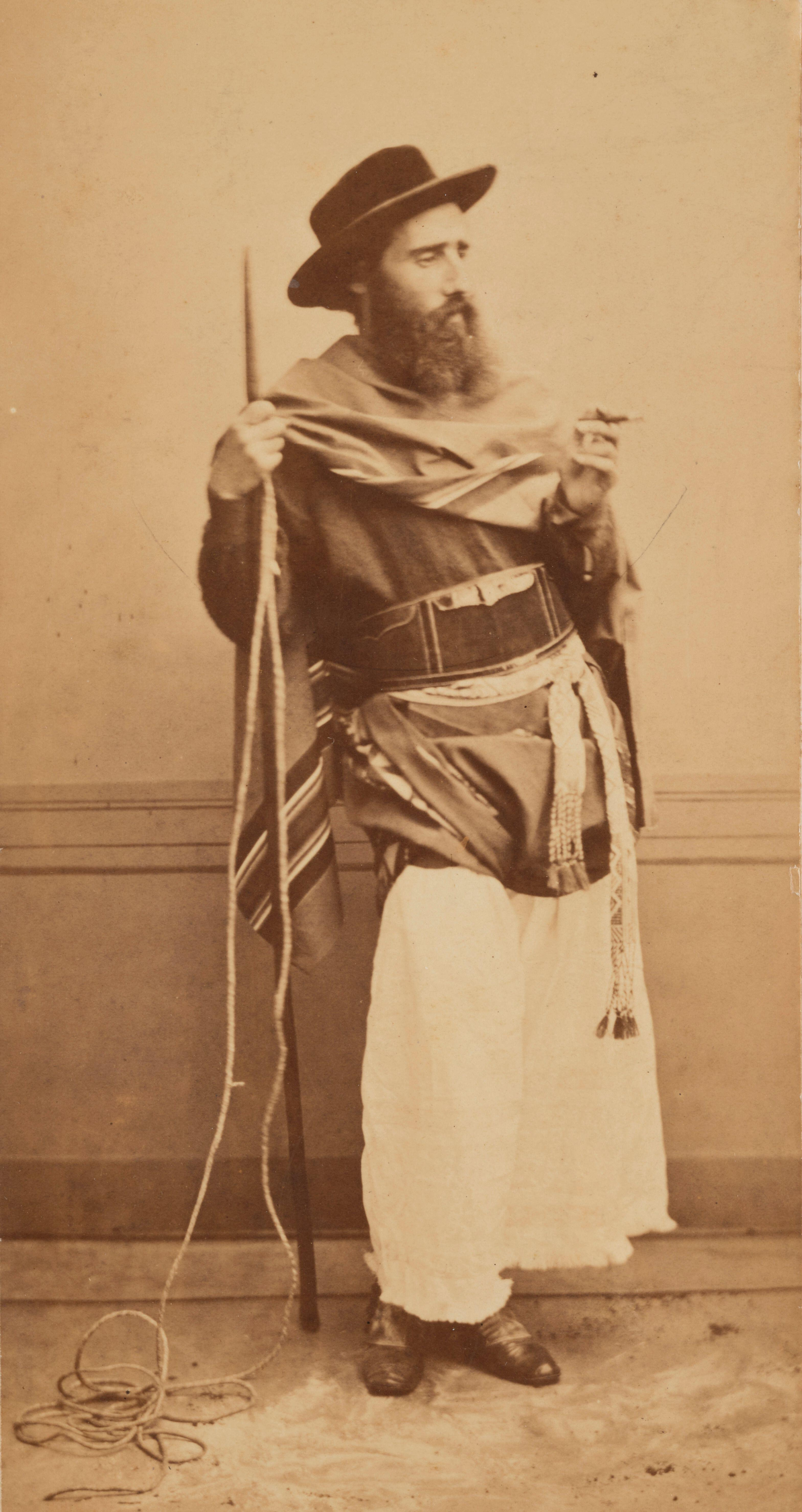
Camille Pissarro vestido con traje de llanero, reclinado, c1852-1855.

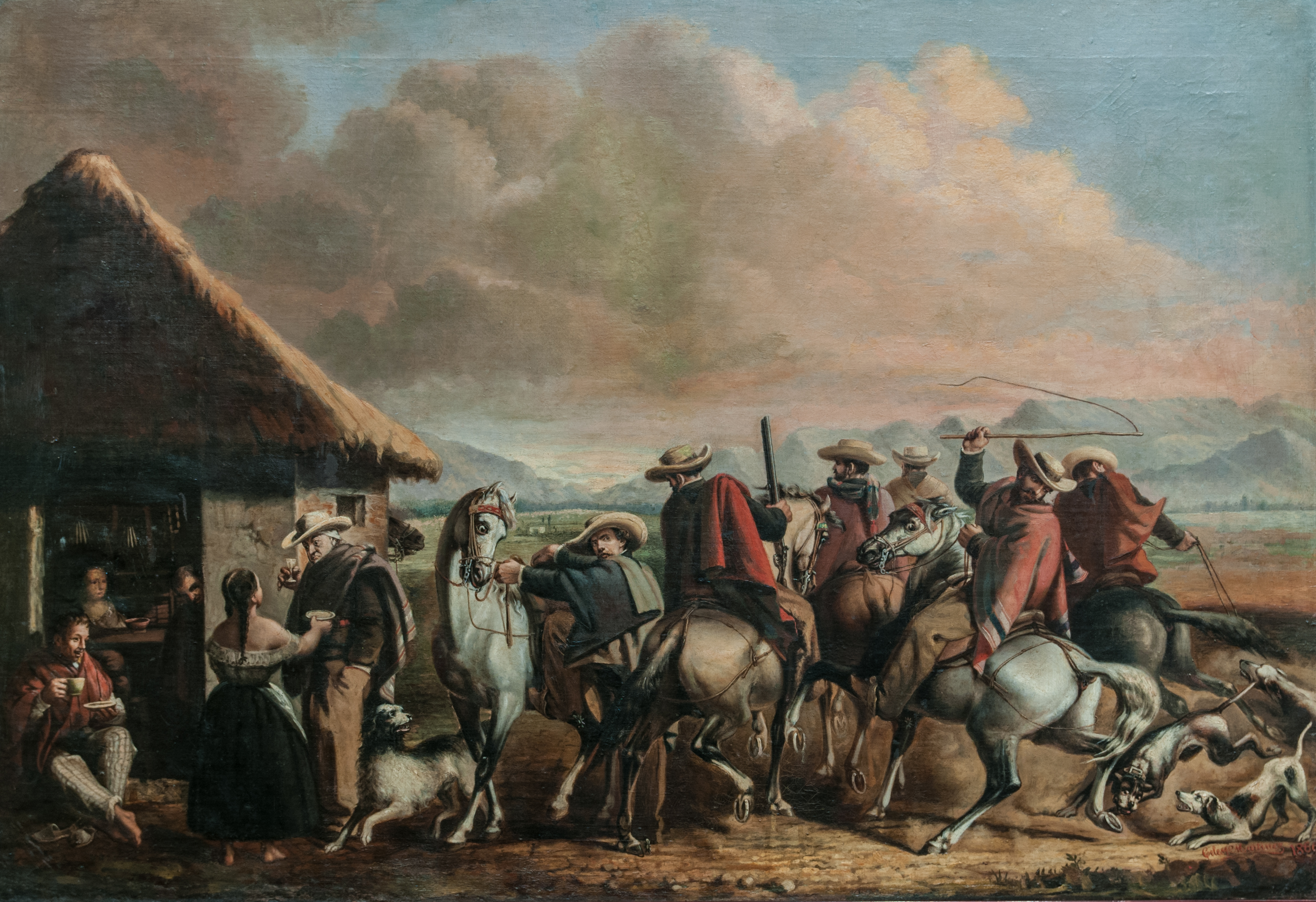
Cazadores a caballo, portando ruanas, y zamarrros, el atuendo de caza y jinete de Venezuela y Nueva granada durante el siglo XIX.

Llanos en morado entre Colombia y Venezuela.

Se denomina llanero a las personas oriundas de los Llanos de la zona intertropical de la cuenca del río Orinoco que comprende Sudamérica. En Venezuela es conocida como Región de los Llanos, y comprende los estados de Barinas, Apure, Portuguesa, Cojedes, Guárico, Anzoátegui,  Monagas y Bolívar. En Colombia se conoce como Los Llanos, Llanos Orientales o Región de la Orinoquía, y comprende los departamentos del Meta, Vichada, Casanare y Arauca.
El llanero es conocido por ser un hábil jinete que se encarga de todas las tareas relacionadas con la ganadería y sus derivados. La figura histórica surgió en el siglo XVII hoy en día se conserva la tradición llanera venezolana en el siglo XIX con la hegemonía andina y el nacimiento de la industria petrolera venezolana. Actualmente sigue vigente con extensiones de ganadería grandes extensiones y en forma familiar. 
Su origen étnico se remonta a la unión de los arahuacos, andaluces, canarios y en menor medida los esclavos traídos por la Corona durante el periodo de la conquista. La forma de trabajar y de ser en Venezuela proviene de los actuales estados Apure y Barinas, donde se adaptaron y modificaron las costumbres andaluzas. Por sus manerismos, su origen étnico, dialecto, cultura, y papel en las guerras de independencia hispanoamericanas, guerras civiles venezolanas y en montoneras se ha idealizado y romantizado hasta volverse la figura y parte del mythos nacional de Venezuela.

## Etimología
La palabra «llanero» deriva de llano, la manera como se conoce generalmente la región en ambos países y el mismo puede equipararse a la figura del gaucho en el centro de Argentina, Uruguay y del estado brasileño de Río Grande del Sur, a la del montuvio en Ecuador, la del huaso en Chile, al vaquero mexicano y estadounidense, el charro mexicano y el qorilazo en Perú de finales del siglo XIX. Si bien el término se utiliza para denominar a los habitantes de estas pampas, lo cierto es que por lo general su uso se asocia más con el oficio de cabrestero y baquiano en vez de solamente designar a un habitante.

## Primeros poblamientos

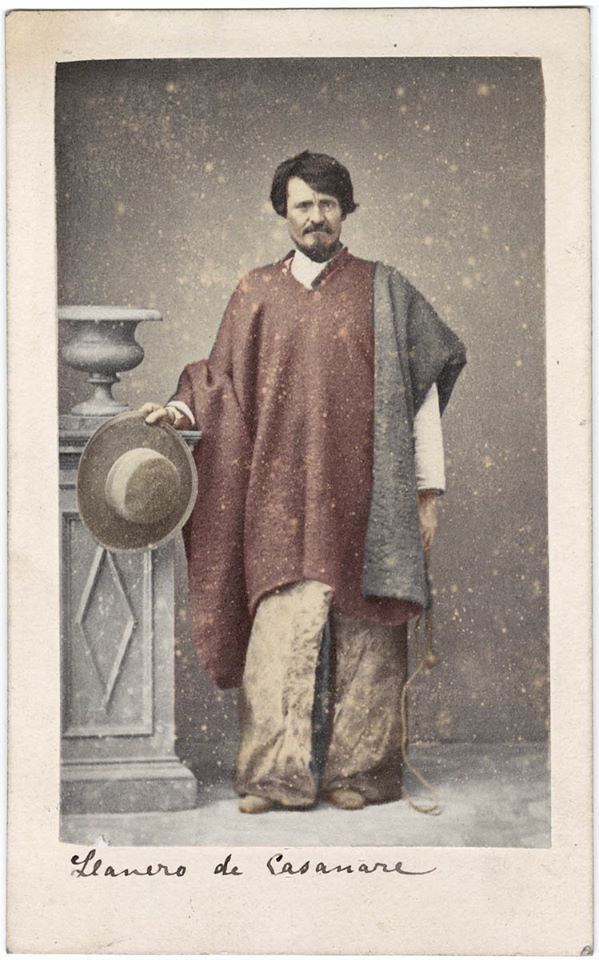
Llanero,, fotografía de Alphons Stübel.

En el siglo XVI, el primer hato fue introducido a unas veinticinco leguas de la ciudad de Calabozo por Cristóbal Rodríguez junto con once familias procedentes del Tocuyo. Fundó la puebla que él llamó San Luis de la Unión. De allí se empezaron a poblar las llanuras gracias a las  yeguas y potros traídos del Nuevo Reino de Granada y las diferentes familias andaluzas de Sevilla, Almería, Granada, Cádiz, Jaén y Córdoba.
Para mediados del siglo XVII existían en los hatos más importantes unas 137.800 reses. Los autóctonos de la región, es decir, los Achaguas, los Yaguales, los Arichunas y Caquetíos (familia arahuaca) se encontraban ya casi destruidos por una guerra que duró ochenta años antes de la conquista, por lo que la evangelización y su eventual mestizaje fue dado sin mucho problema. El componente indígena en la región era bastante predominante, pero hoy por hoy, no representa ni un tercio. Para el siglo XVI la Corona española prohibía a los indios, negros o blancos criollos montar un equino ya que solo era un privilegio para los peninsulares, sin embargo, la economía se expandió a tal punto que tuvieron que promover reformas legales para que las clases excluidas pudieran tener este privilegio a corto plazo.
Entre 1640 y 1790 los negros cimarrones vivían en cumbes, una sociedad de cimarrones. Estos terminaron por mezclarse con los llaneros al pasar los años.
En el siglo XVIII el Cabildo de Santiago de León de Caracas dictó la primera ley de reglamentación de los abusos de grandes criaderos del llano. A partir de esta fecha surgieron los cuatreros que practicaban el abigeato de los Llanos, caracterizados por ser robos a mano armada.
A fines del siglo XVIII, la región exportaba 30,000 mulas al año a las Antillas y sacrificaba carne para los 1,5 millones de esclavos allí y en Cuba. Había 1.2 millones de cabezas de ganado en el área antes de 1815.
Entre 1916 - 1917 Bolívar Coronado señala que

Los jinetes andaluces introdujeron en tierras llaneras las costumbres, los sistemas de organizar vacadas, someterlas, domarlas; pero ya por las necesidades de la propia naturaleza tropical, enteramente distinta a las de Europa, ya por viveza de temperamento y malicia de ingenio, el llanero abandonó los sistemas de sus progenitores" y lucha hoy con toda clase de animales bravíos, poniendo en actividad sus no comunes habilidades, haciendo arte propio con su astucia y su prodigiosa destreza. La misma lucha perenne y expiatoria con los elementos ásperos y rebeldes de las llanuras le ha ido inspirando los medios eficaces, y con ellos ha logrado imponerse victoriosamente; hace del potro cerril su esclavo y poderoso auxiliar vadeando ríos, cazando reses bravas, guerreando contra sus propios compañeros: convierte fieras e impetuosas novillas en mansas y perezosas lecheras; burla la ferocidad del caimán ruidosamente en las revueltas ondas de los ríos; y a la hora del sosiego y de la calma, cuando la brisa agita el precioso abanico de las palmeras, el llanero se columpia como un sultán oriental en la suave red de su chinchorro de finas cuerdas de moriche

## El llanero

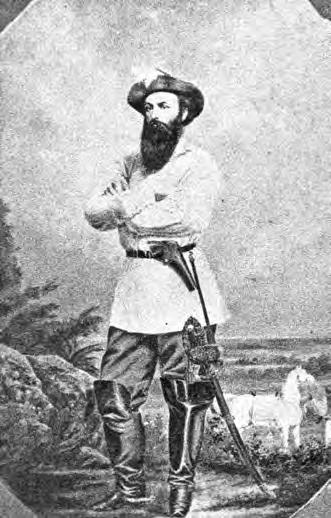
Antonio Guzmán Blanco, siglo XIX, portando el traje de campo venezolano.

En sus inicios, estos jinetes vivían de una forma semi-nómada, siendo contratados por diferentes hatos para realizar sus encomiendas; en estas travesías siempre había un cocinero, un médico, y un físico aparte del equipo de cabresteros y baquianos. Practicaban la pesca, la caza, el trueque y el comercio entre sí. Debido a la flora y fauna tan hostil del llano, estos se adaptaron para combatirla, por lo que era frecuente la doma de caimanes, toros y padrotes con sus diferentes utensilios como la soga y el cuchillo.  Altos de estatura, cuerpos delgados y de fuerte musculatura, adaptados al clima tropical. Según Ramón Páez, el llanero contaba con varias características físicas que se asemejaba con la árabe.
Decía Bolívar Coronado de este

La amada, o la querida, o la esposa, el caballo y la guitarra: he aquí los dioses del llanero

Siempre a caballo, sobrio, altivo y extremadamente varonil. Tomador de café negro y mascador de chimó, una especie de tabaco. El llanero hacía tanto las tareas del hombre como las de la hembra. El gran terreno del llano los obligó a ser versátiles a la hora de trabajar por lo que tenemos no solo a los cabresteros, sino a los queseros, talabarteros, bongueros y a los vegueros, cada uno de estos haciendo tareas que serían consideradas femeninas para la época.
Debido a la falta de instituciones educativas en la región, estos hombres eran y son sumamente supersticiosos, adornando sus armas y utensilios con diferentes artículos religiosos para darles fuerza y suerte, teniendo siempre un amuleto de collar con rezos que solo ellos comprenden, y teniendo cada pueblo sus propios espantos, como el Silbón y la Bolefuego. La inmensidad del llano y la mala administración política hizo a esta región valer el antiguo refrán francés "Chacun pour soi et Dieu pour tous", sin embargo, o quizás a causa de esto, el llanero desarrolló su propio código de caballería e idiosincrasia que lo separan del resto. El altivo del llanero es tal, que podemos ver varios poemas y dichos como estos 

Sobre la paja, la palma;
 sobre la palma, los cielos;
 sobre mi caballo, yo,
y sobre mi, mi sombrero

Argenis Méndez Echenique, en su libro "Apure, en cuerpo y Alma", nos dice algunos aspectos sobre la cosmovisión de este pueblo

Algunos de los aspectos generales arraigados en el alma del llanero son:

• Concepto muy especial de Dios. Es un Dios humanizado, con el que se puede dialogar y compartir. “ Dios y Hombre”, “Con Dios y la Virgen” son expresiones comunes en la boca del llanero.
• Amplio concepto de libertad individual, territorial, de espíritu y pensamientos, libertad de acción.
• Concepto de patria. La patria chica y la patria grande. Patria chica, la llanura; patria grande, Venezuela
• La familia y el parentesco. El compadrazgo
• La amistad y lealtad al amigo
• Hospitalidad
• El valor personal, coraje y resolución (la autoestima)
• La generosidad y amplitud, derivadas tantas veces en la abnegación
• El trabajo creador
• El compromiso de la palabra empeñada
• El romance y la fantasía en el alma del llanero, expresados a través de la copla y la música
• La llanura global: un mundo propio de horizontes abiertos
• Intemporalidad. “El llanero no tiene prisa”
• Simbiosis con la naturaleza, sin romper el equilibrio ecológico

• Sobrio estilo de vida

Su modo de andar a caballo es diferente al de sus compañeros americanos. Ramón Páez en su libro Wild Scenes in South America; or Life in the Venezuelan Llanos nos hace dos observaciones sobre el modo de andar a caballo de estos jinetes

Lo mismo que entre los árabes, los jinetes nunca meten enteramente el pie en los estribos, y solo se sostienen con el dedo gordo para librarse pronto de ellos en caso de caída. Este continuado hábito de cabalgar, arquea las piernas y los pies en modo característico, y les acredita fama de buenos hombres de a caballo

Muy pocas personas en el mundo son mejores jinetes que los Llaneros de Venezuela, exceptuando tal vez a los Gauchos de Buenos Ayres, o igualmente hábiles que estos en su dexteridad donde muestran hermosas proezas en equitación, debido a su trabajo en el campo del cual están acostumbrados desde su niñez. Sus caballos, además, están tan bien adaptados a las diferentes tareas de su profesión que bestia y hombre parecen ser el mismo ser

## Participación en la independencia de Colombia y Venezuela
La participación de los llaneros en la independencia de Colombia y Venezuela refiere a las diferentes intervenciones de este grupo dentro de las guerras de independencia hispanoamericanas. Al comenzar los procesos de la independencia en 1810, los Llanos eran una región indispensable debido a sus ricos recursos ganaderos y agrícolas, y por tener sobre todo una gran cantidad de jinetes fuertes, veloces, disciplinados y habituados a un ambiente duro. Además, los Llanos, a causa de su dificultad de transporte, fue una zona abandonada a comparación de las otras en la Capitanía General de Venezuela, esto causó que sus habitantes desarrollaran su propio modo de vida aparte del resto de la población, con sus propios códigos, pero también era un cantón con muchas cualidades que serían aprovechadas por los diferentes caudillos de turno para levantar montoneras.
El León de los Llanos, José Tomás Boves, aprovechándose de la situación tan precaria de los peones del campo del llano, hizo que gran parte de los llaneros se unieran al Ejército Realista, bajo la idea de la explotación de los mantuanos hacia este gentilicio. Las principales causas de la unión de los llaneros con Boves fue la represión hecha por los republicanos hacia estos mismos, la captura de negros cimarrones que se habían escapado en la escaramuza de la Primera República, los peones y esclavos reclutados, entre otros. Todo esto tuvo como reacción un completo rechazo en esta tierra hacia la república.
Boves, bajo una bandera pirata como principal estandarte y una montonera compuesta principalmente por llaneros lanceros, inició su participación en la disolución de la Segunda República en 1813. Participando en diferentes campañas y batallas como la Campaña de los Valles de Aragua y del Tuy, la Segunda Batalla de la Puerta, el Asedio a Valencia y la emigración a Oriente hasta lograr la disolución de la Segunda República y comandar su propia milicia compuesta por miles de llaneros.
La caída de la Segunda República trajo con sí varias consecuencias a la población llanera. Varias de las promesas que se les hicieron no fueron cumplidas. Se le quitaron varios cargos a diferentes pardos y llaneros que fueron condecorados por Boves y Monteverde. La prohibición de los saqueos, y el miedo a perder la autonomía en sus regiones por los realistas llevó a varias tropas a desertar el Ejército Realista. En algunas regiones la guerra fue constante por cinco, diez o hasta quince años y la única autoridad a la que se podía recurrir por protección durante y después del conflicto era el caudillo cuyo dominio se veía así legitimado; por eso tras la independencia quedaba listo un escenario de guerras entre jefes rivales.
Tras la muerte de Boves en la batalla de Úrica ni Morales ni Morillo lograron conseguir el dominio de los llaneros a la causa realista, fueron hombres como el general José Antonio Páez, Manuel Cedeño, José Gregorio Monagas, José Antonio Anzoátegui, Francisco de Paula Santander, José Laurencio Silva,  Ramón Nonato Pérez, Juan Nepomuceno Moreno y el Libertador Simón Bolívar quienes al final conseguirían la simpatía de los llaneros a su causa independentista. Páez era un hombre del pueblo, de origen humilde y canario pero sobre todo llanero; criado como uno hasta volverse un excelente lancero, cabrestero, baquiano y líder, se hizo una imagen en el llano hasta volverse caporal. La situación tan precaria del llano y de sus habitantes, llevaron a que sus compañeros lo persuadieron a entrar al Ejército Libertador. Debido a su carácter y ser alguien por y para el pueblo, no le fue difícil levantar a la gente en armas, llegando no solo a comandar su propia montonera, sino a todo un país. Volviéndose no solo el primer presidente llanero de Venezuela, sino además uno de los pocos presidentes vaqueros que la historia ha visto. Al contrario de Boves, Páez no levantó a los llaneros basándose en su odio, sino con base en sus necesidades, primero liberándolos del dominio español y después de la futura oligarquía bogotana.

## Indumentaria típica

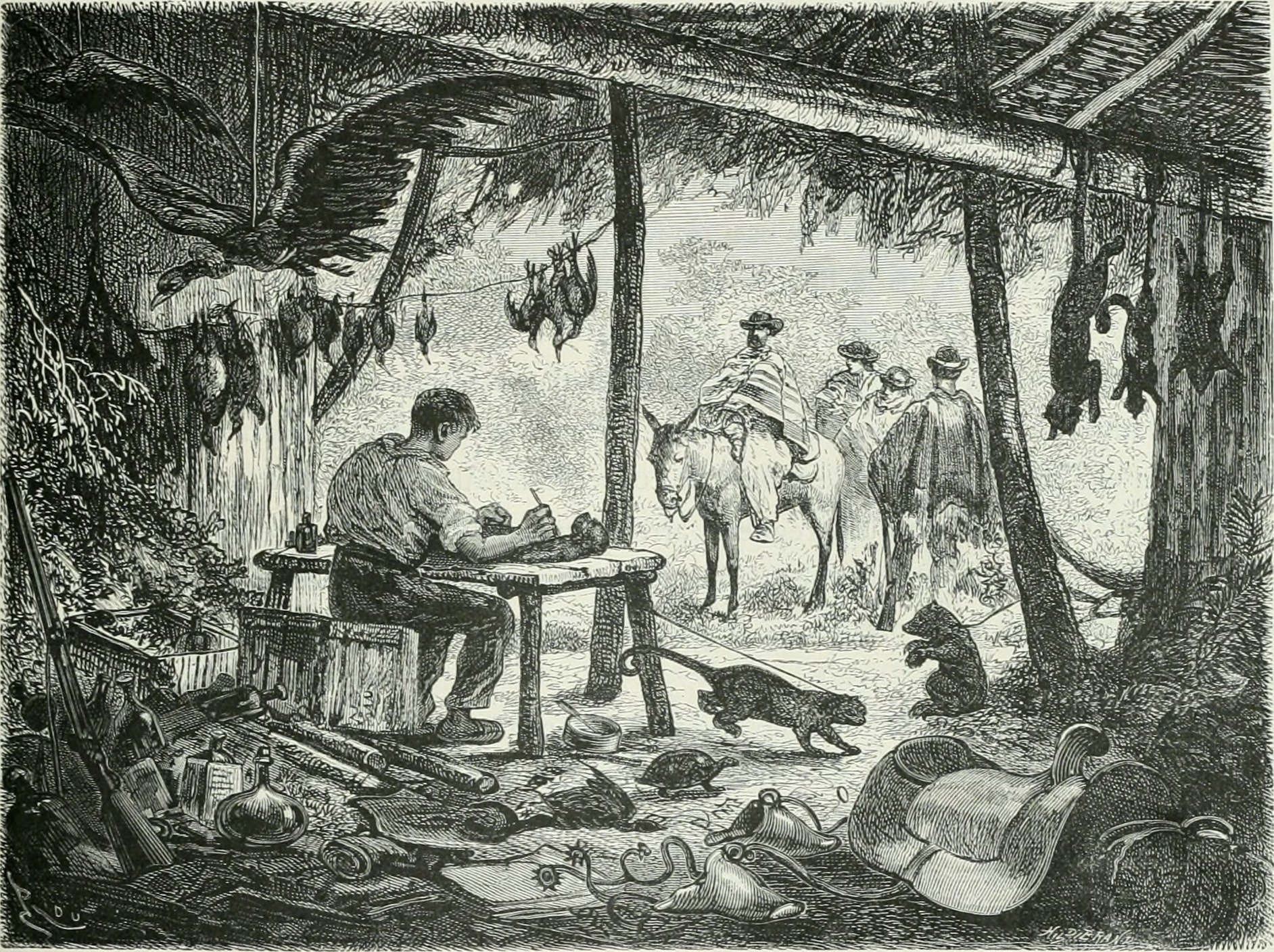
Hogar de un cazador en el llano.

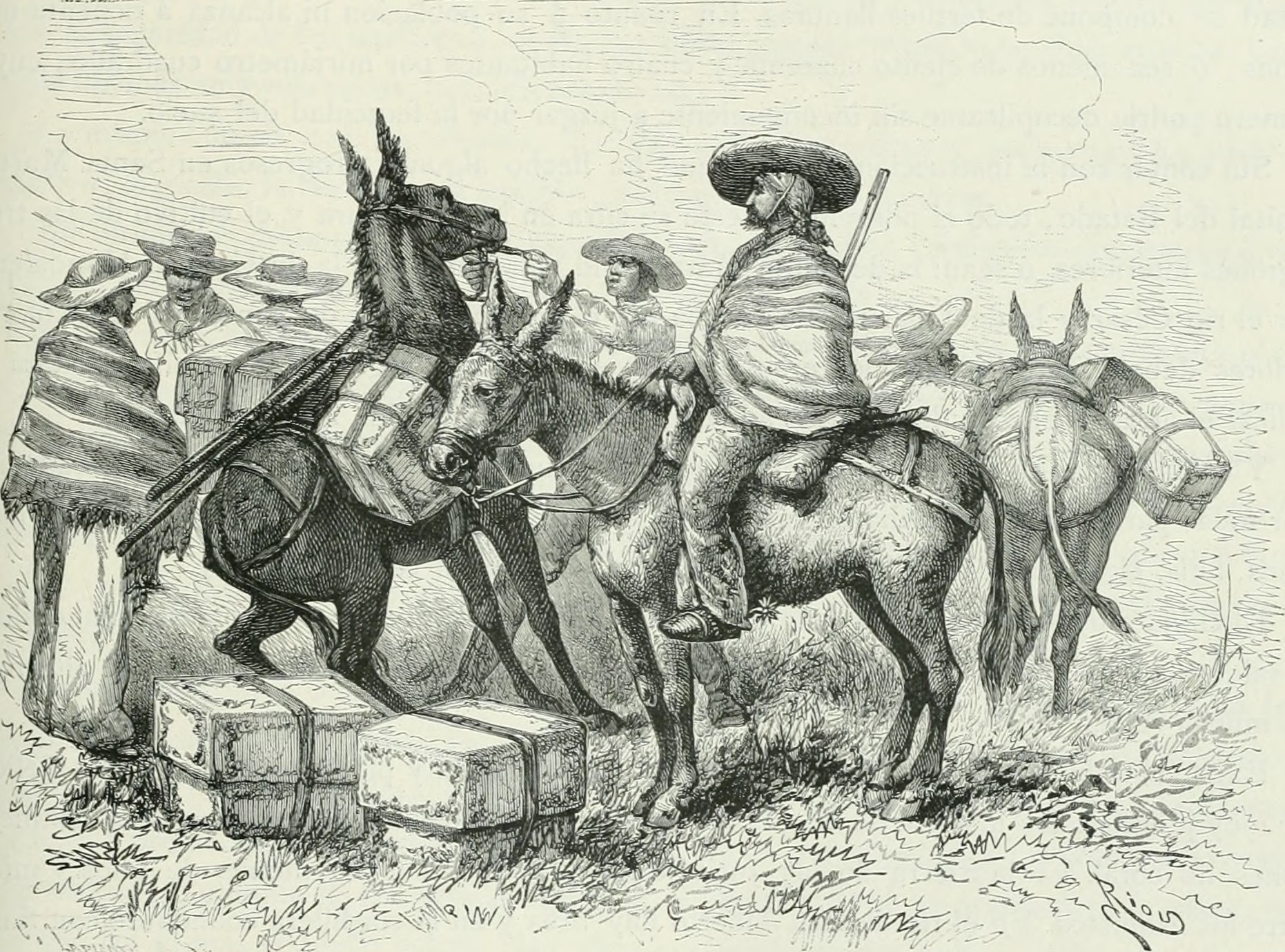
, llaneros en Villavicencio.

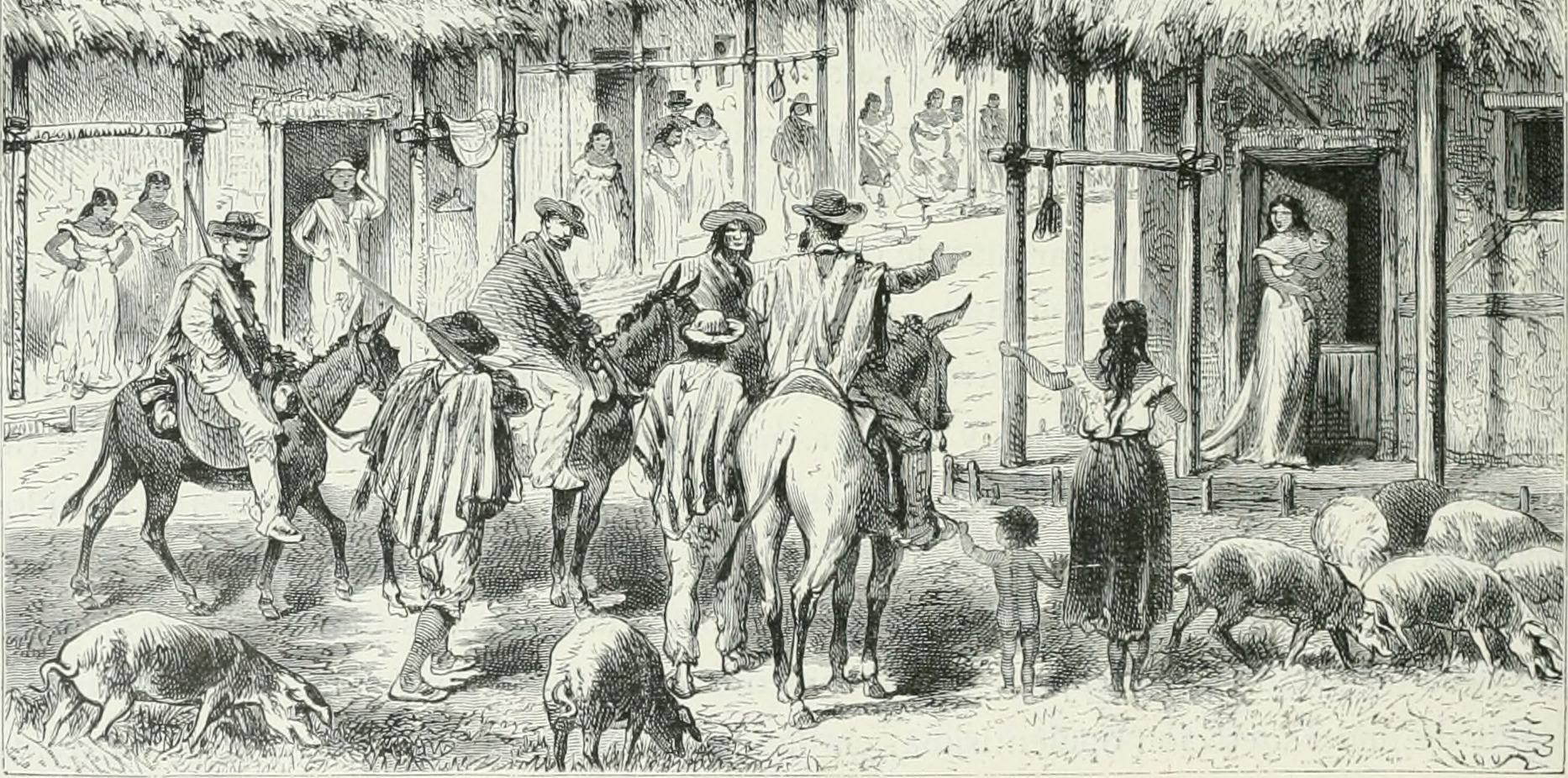
, llaneros de Villavicencio.

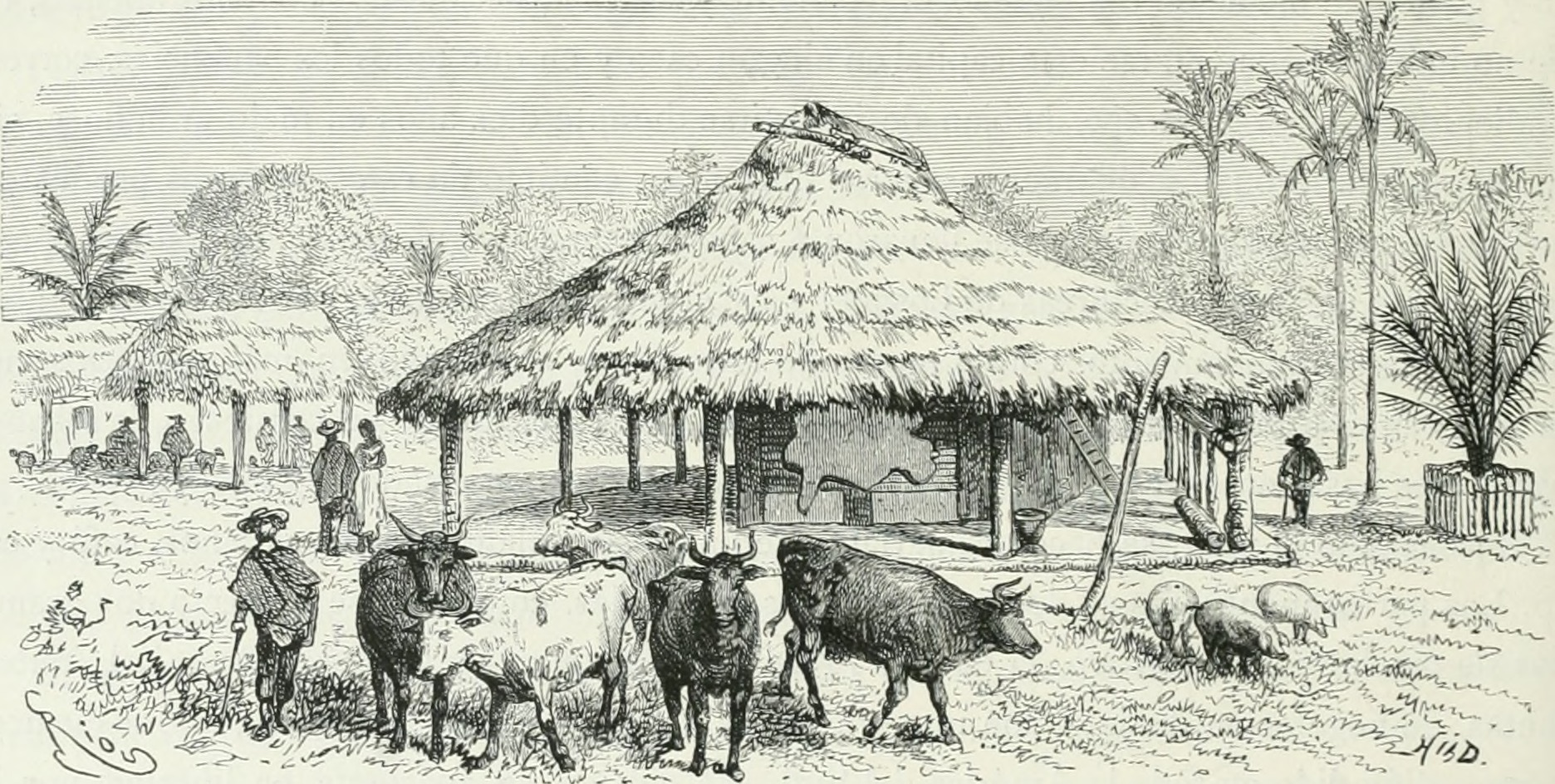
, aldea en el llano.

Similar a los jinetes de América, antiguamente predominaba el color blanco, y se usaba doble pantalón, uno al interior para ensuciar y otro al exterior más de gala. La característica del pantalón llanero o garrasí, es que este tiene dos largar puntas en forma de garra que servían para amarrarlo y trabajar en las zonas húmedas sin temor a ensuciarse. La camisa, al contrario del gaucho y charro, siempre se usaba fuera del pantalón, ya sea con o sin faja. 
El antiguo atuendo llanero se puede dividir en dos: el jinete y el peón de campo. El atuendo del jinete se caracterizaba por llevar un sombrero, pelo e'guama, un camisón, traje y o liqui-liqui, y sobre este una ruana, sobre los pantalones se llevaba unos zamarros o se arremangaba el garrasí, y unas alpargatas para los pies. El atuendo del peón de campo era similar, pero este no llevaba los zamarros tan seguidos, garrasímás corto y pequeño, sombrero de cogollo y estar descalzo.
Bolívar Coronado describe su antigua indumentaria campesina de esta manera

Ante todo, lleva a la cabeza un pañuelo de seda fina de abigarrados tonos, ya en flores o arabescos, anudado a la nuca de modo que dos largas puntas le caen sobre la espalda. Encima del pañuelo el alado sombrero de fieltro, que llaman en el Guárico y en el Apure de pelo de guama. La camisa, de impecable blancura, lleva cuello angosto, ceñido, y abrochado por dos botones de oro puro, formando cada uno una medalla, un corazón, una herradura, o la marca o hierro que usa aquel sujeto para, marcar sus reses. De estos dos botones, de uno sube una cadenilla de oro, también de la cual penden los otros botones; vale decir, los de la pechera. En las mangas lleva a los puños sendas joyas del mismo metal. Toda la camisa, cuyas faldas van fuera del pantalón, flotando, está primorosamente bordada, con mil pliegues, dobleces, rizos y caprichosos calados. Principalmente en la pechera, donde generalmente lleva arabescos trabajados en redecilla negra decorada con hilos de oro y plata.

El garrasí de lujo está abierto con algo más de exageración que el garrasí común o de trabajo.

Desde la pretina hasta esa abertura, a lo largo, va una hilera de monedas de oro o de plata, atadas como los botones de la camisa, por su correspondiente cadena. El pie, desnudo, lleva sandalias de piel de res, curtidas. Estas sandalias llámense cotizas. Cuando el sujeto así vestido usa barba larga, la lleva recogida por un anillo de oro cuajado de esmeraldas y rubíes. La espuela también es de plata u oro cincelado

El capitán Vowel describió a Páez con el traje llanero de esta forma

Su traje era análogo al de sus compañeros de armas y consistia simplemente en una camisa abierta, de cuello y pechera y mangas muy anchas, hecha de pañuelos ingleses, con rayas rojas y transversales; y calzones sueltos de algodón blanco que le llegaban in poco mas debajo de la rodilla. Tenía las pantorrillas al aire y los pies descalzos, llevaba unas espuelas de plata maciza con agudas rodajas, como de cuatro pulgadas de diámetro. Cubría su cabeza con un sombrero de copa baja, tejido con hojas de palmera y provisto de una ancha cinta azul, atada bajo la barba, a guisa de barboquejo. Su lanza era liviana y muy manejable, y un fuste, de una caña negra; dura y elástica, que crece en varios lugares de las llanuras

Ramón Páez, en su libro Wild Scenes in South America, Or, Life in the Llanos of Venezuela

El traje de los llaneros consta de una larga y amplia camisa de bizarros dibujos en colores y calzones abotonados a la rodilla.

Los zapatos estorban pues están sujetos a fuertes lluvias y permanecen cubiertos de fango gran parte del año. Un par de polainas de cuero o botines, sujetas fuertemente a la pierna por botones o clavos de buena plata labrada, sirven de protección contra las espinas y hierbas sabaneras

La vestimenta documentada es de a comienzos del siglo XIX; en la que según los diferentes textos y descripciones podemos discernir que la indumentaria general estaba compuesta por:
- Ruana/cobija/manta reversible elegante de trabajos arabescos, estaba compuesta de un color oscuro y otro claro que eran usados de diferentes maneras para mantenerlos frescos en el día y caliente en la noche. La cobija se portaba de diferentes maneras según el sujeto.  Fundándose en el mismo principio, la manta o cobertor de hilo blanco, es de gran valor contra los soles ardientes rechazando mejor los rayos calóricos que la lana. Es la manta un artículo de ruinoso lujo a causa de los bordados con que se le suele decorar, pudiendo rivalizar en elegancia con la más fina túnica de una bella de Nueva York o de París. Llevada por apuesto caballero en un día de fuerte sol, ofrece a lo lejos la misma pintoresca apariencia, y no menos elegancia que el albornoz de los árabes.[3]
- Sombrero de semblanza andaluza hecho de palmeras o de cuero importado de naciones extranjeras.

- Pañuelo fino de bordados arabescos usado en la cabeza o como barboquejo.

- Camizon ancho de cuello abierto, bordada con arabescos en ciertas partes y abotonada con oro o plata, predecesor del liqui-liqui.

- Garrasí/Uña de pavo era -según Don Lisandro Alvarado- un calzón bombacho, especie de pantalón que se usaba y terminaba con unas piezas colgantes que semejaban una uña de pavo, de donde proviene su nombre. Estaba abotinado hasta la pretina con botones de plata u oro y se usaba otro pantalón por debajo del garrasí. Las puntas de garra caían hasta el piso, pero eran amarradas a la hora de trabajar para no ensuciarlo. El garrasí era una modificación del antiguo pantalón andaluz.
- 'Zamarros': especie de chaparreras o zahones que se usaban para andar a caballo, los zamarros constituían junto a la cobija, el traje de montar de la región colombo-venezolana.
- Polainas hechas con el material de la región abotonadas con plata u oro.
- Espuelas y rodajas de oro o plata de más o menos 4 pulgadas de diámetro, usadas en el pie desnudo.

### Liqui Liqui

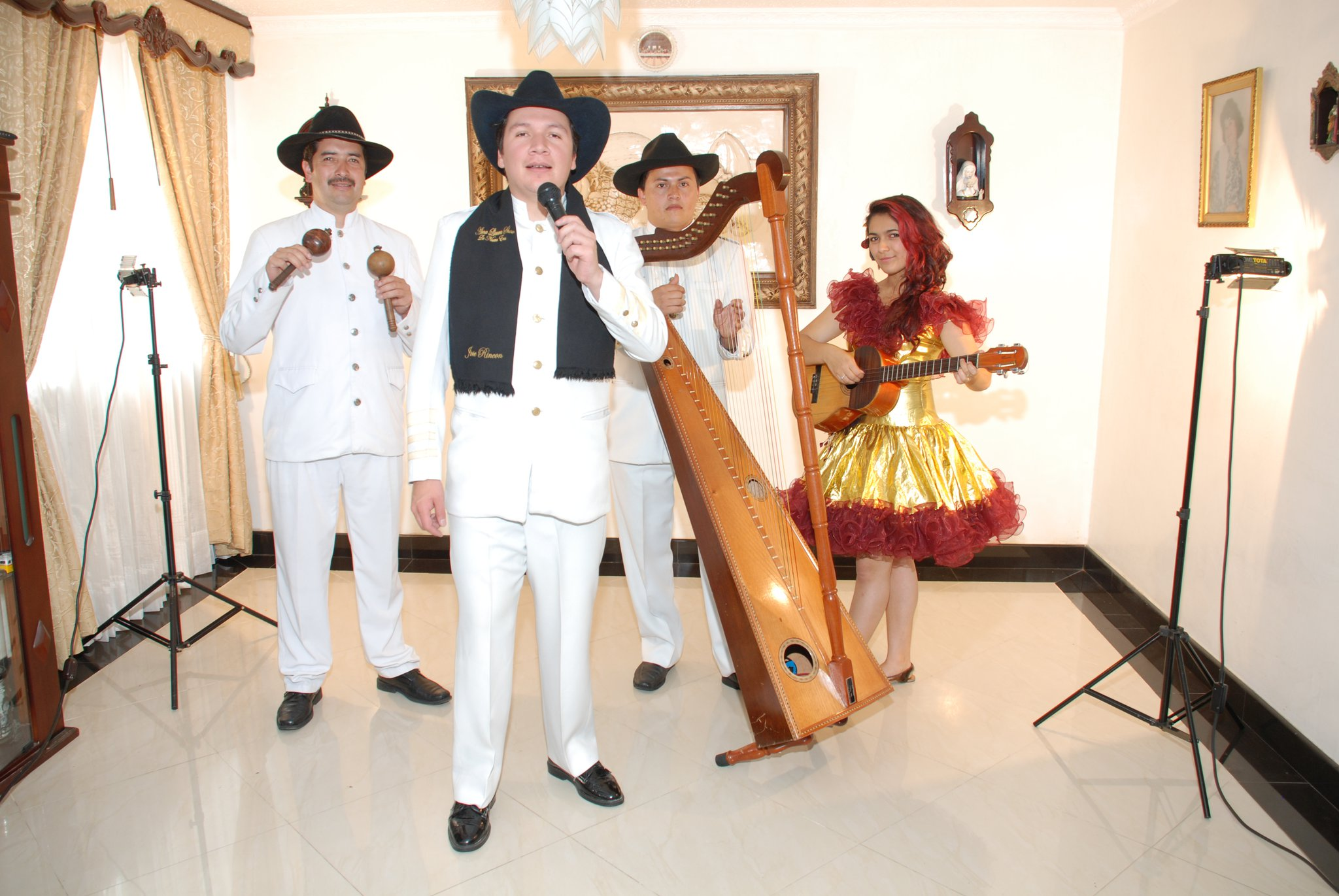
Conjunto de músicos llaneros luciendo el liquiliqui.

El liqui liqui es el traje típico llanero y venezolano, de corte recto y de cuello cerrado. Es el traje llanero por excelencia, tanto para trabajo como de gala. Es principalmente una prenda masculina, aunque en nuestros tiempos, la mujer lo ha utilizado con falda y botas.
La típica imagen del liqui liqui es la de un traje completo que incluye una blusa de tela de algodón o lino, de cuello redondo rígido, sin solapa, mangas largas, cerrada con cinco botones grandes de hueso y cuatro bolsillos (dos arriba y dos abajo). Se usa cerrada hasta el cuello, donde es abrochada con una yunta. El pantalón es de la misma tela y color de la blusa. El liqui liqui se puede ver en los colores blanco, beige y, gris y negro, pero el color más popular en la antigüedad era el blanco y beige. Se acostumbra acompañarlo con un sombrero, pelo e'guama.
La teoría más popular y aceptada sobre su origen es que es un atuendo que surgió de la modificación del traje militar de la época, ya en Venezuela a partir de 1830 en adelante todos los hombres llevaban el liqui liqui como prenda, sin importar la región o clase, pero a lo largo de la historia este ha sido considerado como traje llanero debido a que el Llano sirvió como campo de batalla para la mayoría de los conflictos en Venezuela.

### Contemporánea
Con la industrialización, el antiguo traje del llano pasó al olvido para evolucionar a su contraparte contemporánea, la cual está compuesta por

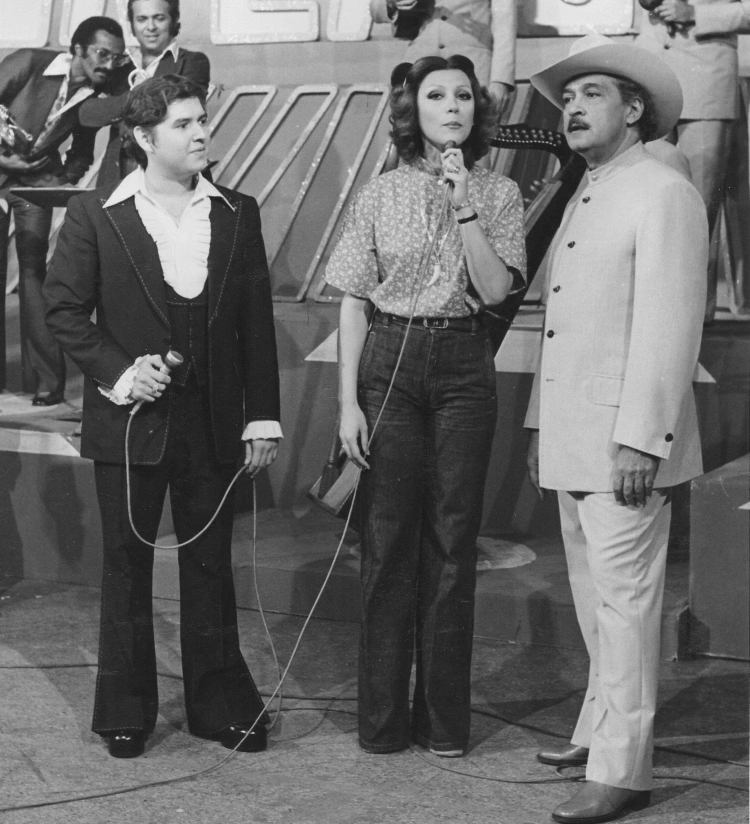
Juan Vicente Torrealba, arpista llanero venezolano portando el liqui-liqui.

Sombrero: el antiguo sombrero de influencia andaluza pasó a ser suplantado varios modelos de que entraron por los Andes venezolanos hasta llegar a los Llanos. Entre ellos están el de paño, fieltre, paja, tejano y cuero.
Camisa: hecha de algodón, lino o seda. Estilo salchichón o topochera, es decir, que se marca al cuerpo.
Pantalón tuco: tipo de pantalón corto que se utilizada en las faenas del campo.
Cotiza: alpargata en cuero sin hebilla o en tela. En las faenas del campo por lo general se lleva el pie desnudo con espuelas, antigua práctica que todavía no se ha perdido.
Cobija/pañuelo: la cobija y el pañuelo todavía se llevan como complemento para protegerse contra el calor, u como herramienta.

## Utensilios

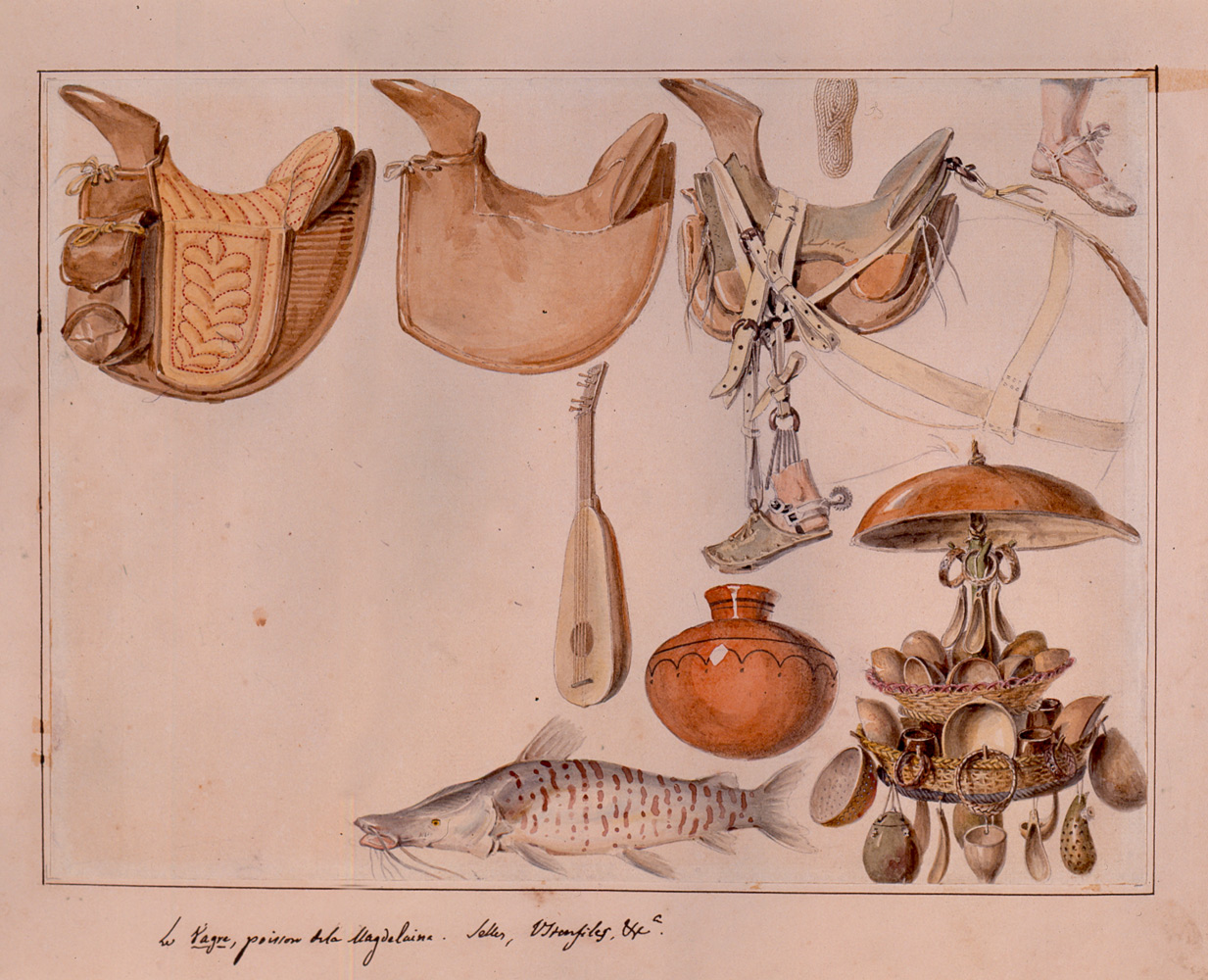
Utensilios de vaquería, 1823.

### Para la vaquería
Cabo 'e soga: tipo de lazo corredizo que se elabora con cuero de res. Se prepara cortando una tira de más o menos tres dedos de ancho en forma circular sin que el cuero se rompa, para luego dejarlo secar. El cabo e’soga tiene varias medidas de aproximadamente treinta brazas, veintiocho y así sucesivamente.
Falseta: lazo usado para enlazar y amarrar a las bestias del llano. La falseta o soga de pelo se elabora a partir de la crin y de la cola del caballo. Se cortan los pelos y se despeinan con las manos, luego se toman hebras en grupos de ocho y se van torciendo para formar las guías. Una vez que se tuercen varios grupos de hebras se dispone a unirlos entre sí y para ello se tuercen todo los pelos. Finalmente se coloca la soga al sol durante tres días y está lista.
'Silla de Montar'/Terecay: estas sillas revelan su alegre origen árabe: la misma profusión de los adornos de plata, los dibujos en marroquín, el alto pico delantero y el así mismo elevado espaldar. Un confortable pellón de una piel entera de carnero, o de crines de caballo cubre la silla y cae a los lados en pliegues de alta gracia. Lleva la silla bolsas de cuero, donde se guardan las cosas esenciales del viajero en las largas jornadas, como papelón, arepas y aguardiente; licor celebrado tanto por su uso como por su abuso. 
Cacho: cuerno de toro usado para tomar agua o aguardiente. Este cuerno va decorado con artificios y primores ejecutados por él en horas de siesta o de descanso, valiendo de cincel o buril la punta del cuchillo de cintura o la lanza. Estos primores consisten en arabescos imitando palmeras, flores o retratos de seres queridos.
Porsiacaso: el porsiacaso es un pequeño saco de tela con bolsas en los extremos, sirve para llevar en el caballo la comida para el camino: casabe, papelón, café, queso, arepa, carne seca y por supuesto el chimó.
Garrocha: vara con punta aguda o mandador largo con el cual se obligaba a trabajar o andar el ganado. La garrocha desempeñaba en esto de rechazar el ataque un papel fundamental. Este instrumento, segundo en importancia después de la falseta cuando está en manos de un jinete, se fabrica de la liviana y resistente madera de la palma albarico (aeneocarpus cubarro), aguzando simplemente el extremo, o fijándose una punta de hierro rodeada por aros sueltos del mismo metal, que cuando se sacuden cerca de las orejas de los animales, los espanta con el ruido que producen. El asta de la garrocha tiene unos 10 pies de largo y aunque no es más gruesa que un bastón normal, es capaz de resistir una gran presión sin quebrarse.
Estribos: los estribos tallados ordinariamente en un bloque de madera, ofrecen la particularidad de ser tan largos y macizos como en ninguna otra parte del mundo, y aunque llamados africanos, en nada se parecen a los árabes. Las esculturas de los estribos revelan elevado gusto, consistiendo su belleza principal, en los colgantes triangulares de las bases con los que estimulan a los caballos.
Cubierta: se trata de una funda de cuero para guardar el cuchillo o peinilla que se cuelga de la cintura a través de la correa. Suele tener adornos como chapas de metal plateadas o de oro. Tiene flequillos en la punta de la cubierta. Estas son elaboradas en las talabarterías a gusto del cliente. Se considera muy importante ya que representa parte de los utensilios de trabajo del hombre de campo como para el agricultor y el cazador; es también un accesorio decorativo varonil típico de la región.
Hamaca: uno de los pocos artículos de manufactura nacional que ha desafiado la imitación de los fabricantes extranjeros. Tejidas a mano en toscos aparejos, lucen finos adornos y franjas y ribetes del más complicado y exquisito dibujo. Se puede decir con toda verdad que con la hamaca, la cobija y a silla con sus bolsillos llenos de provisiones,  el errante habitador de las llanuras lleva consigo su casa.
La hamaca y la cobija se llevan arrolladas a la grupa del caballo, y cuando acampa el viajero, después de haber colgado el chinchorro o la hamaca, tiende una cuerda entre sus extremos o cabuyeras, y sobre ellas coloca diagonalmente la cobija y ya puede desafiar tormenta, durmiendo mejor mientras más activen los vientos el balanceo.

### Para la pesca
El llanero, al habitar en unas pampas inundables, no solo es un excelente vaquero, sino además un hábil pescador.
Curiaras: tipo de canoa construido artesanalmente que sirve para transportar la mercancía y traspasar los enormes ríos de los Llanos y otras regiones fluviales. Se talla con troncos de madera (Copaifera Officinalis) enteros tallados en la mayoría de los casos con la materia prima que suministra el árbol. Miden aproximadamente 8 m de largo y 60 cm de ancho.
Canalete/Palanca: el canalete es parte integral de la curiara porque se trata del remo que le brinda a la nave el impulso para avanzar. Haciendo presión en la palanca, camina hacia el otro lado de la embarcación, lo cual produce una fuerza de empuje que desplaza la misma. Puede ser usada en el mismo sitio, simplemente para direccionar la embarcación.
Anzuelos: en general el llanero usa anzuelos comunes del tamaño adecuado para los peces que quiere atrapar.
Nasa: definida como un chinchorro pequeño realizado en tela metálica o en tejido que se utiliza para la pesca de peces de río.
Atarraya: la atarraya es un implemento indispensable en la actividad pesquera. Se trata de una red de forma cónica y de elaboración artesanal. Se emplea para obtener peces en aguas pocos profundos. Generalmente se teje con nailon, empleando una aguja grande que permitirá hacer la primera cadeneta hasta continuar el trenzado final.

### Armas de antaño

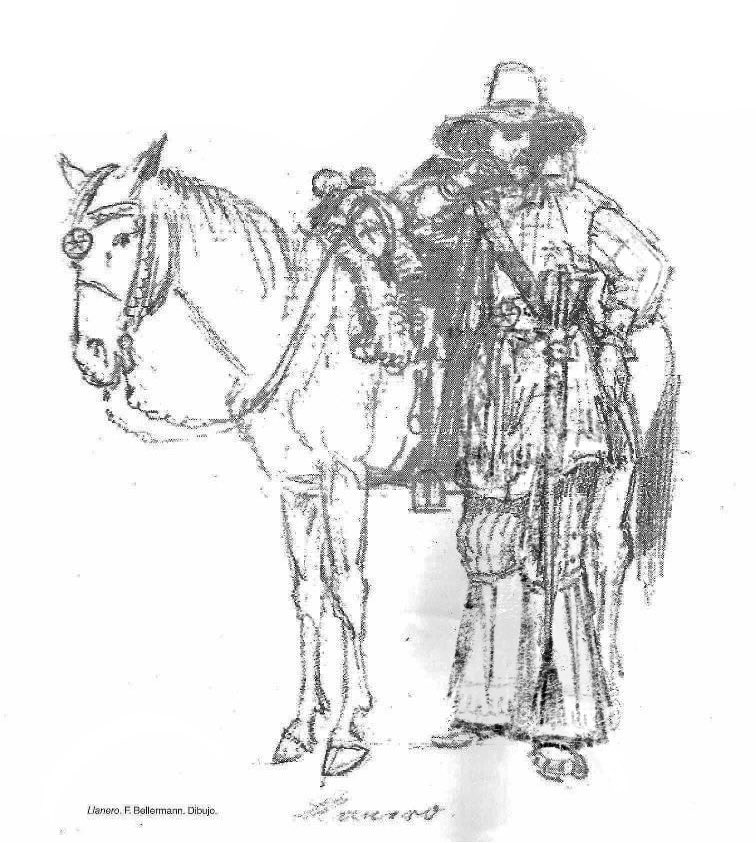
Peón llanero,. Dibujo por Ferdinand Bellermann

Espada: el tipo de espada usado por llaneros varía muy poco del de las espadas españolas usadas en la época medieval, es decir, al estilo toledo. La empuñadura está coronada en forma de copa invertida, sirviendo como buena protección para la mano del portador. La espada es de dos filos y hecha de plata.
Cuchillo: el llanero utilizaba un cuchillo llamado “Punta e´lanza”, de aproximadamente treinta centímetros de longitud, con una hoja en forma de lanza de veinte centímetros de largo y de diez centímetros de empuñadura. El cuchillo todavía se usa para las faenas del campo.
Lanza: debido a la práctica constante con la garrocha, los llaneros eran bastante hábiles con esta. Las montoneras de tanto Boves como de Páez estaban compuestas principalmente por llaneros lanceros debido a lo fácil que era conseguirlas y lo diestros que eran al usarlas. Las lanzas de los llaneros provenían de sus garrochas las cuales fueron modificadas para volverse armas blancas de largo alcance. La lanza y el cuchillo eran las armas por excelencia del llanero.
Trabuco: arma de fuego avancarga. El trabuco del llanero era el “dragón”, es decir, el trabuco recortado al tamaño de una pistola utilizado en el siglo XVIII. No se tienen registros sobre qué modelos utilizaban, pero lo más probable es que usaban los trabucos españoles de la guerra de independencia debido a las relaciones entre el Virreinato de Nueva Granada y la Corona
Cresperos: El machete o crespero —como se le conocía— se volvió el arma preferida por los venezolanos después de la independencia y este fue adaptado por el ejército y transformada en una arma de guerra, siendo enormemente utilizado por las montoneras; El machete sigue siendo utilizado en la actualidad.
Todas estas armas hacían al llanero un hombre completo, sin estas, se sentía como ser miserable e incompleto, y muchos preferían no tener casa o domicilio a no tener su fiel espada, machete, cuchillo, trabuco o lanza.

## Viaje en el antiguo llano

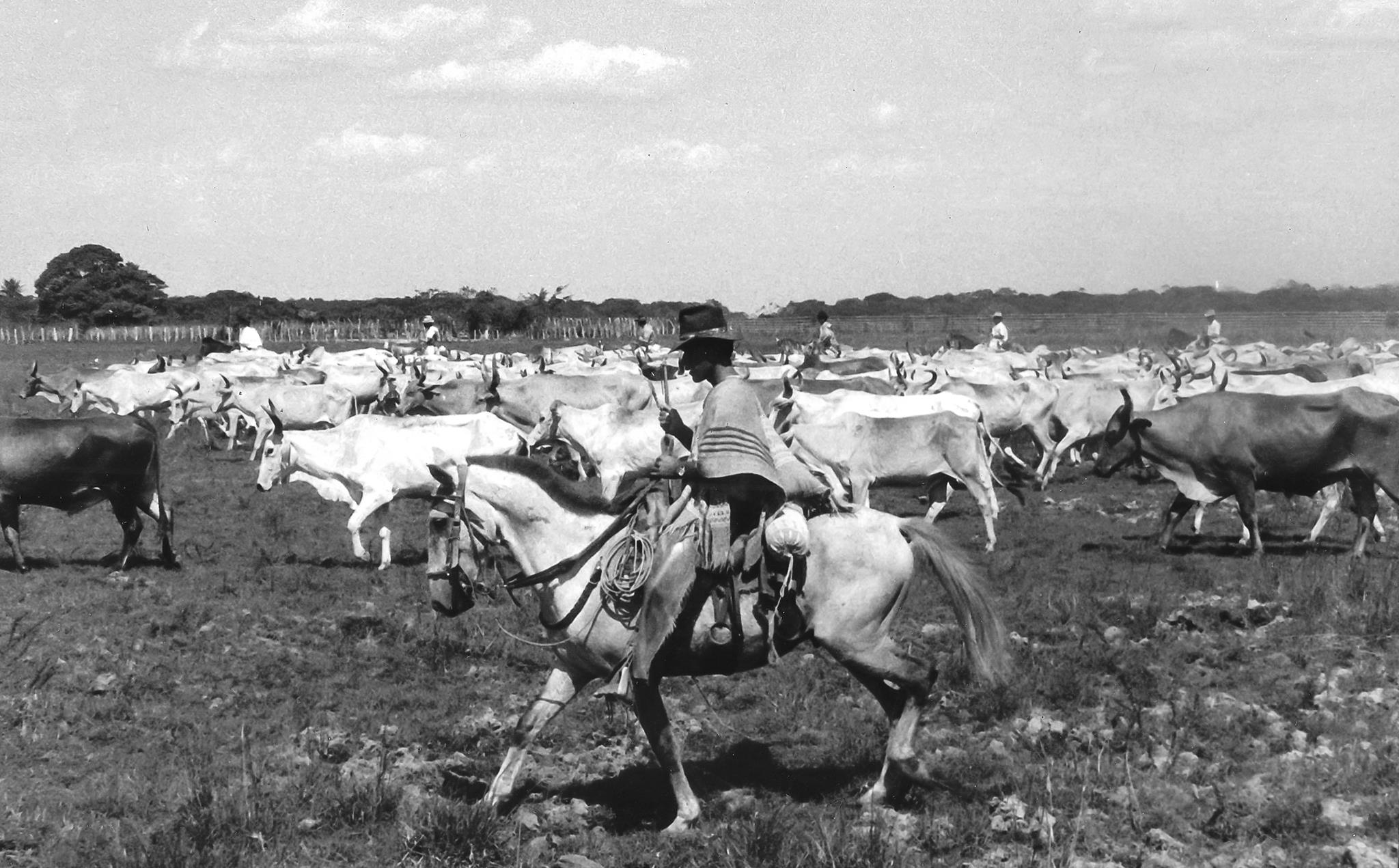
Pastoreo de ganado, 1995. Foto por José Ignacio Vielma.

El llanero se levanta a las 4 de la madrugada para evitar el sol. Prepara su olla y toma su café cerrero, carga su porsiacaso con su casabe, papelón y demás útiles; monta su silla,  sus macundales, se despide de su amada y parte a la llanura, al hato para realizar el viaje encomendado. A pesar de estar en la inmensa llanura, el llanero casi nunca está solo; la vaquería es una actividad que requiere la participación de varias manos para poder domar, tratar, o llevar al hatajo o ganado, lo que lo vuelve alguien muy sociable y alegre. 
Podemos dividir al llanero en 4 tipos: el Cabrestero, el Baquiano, el Cuatrero y el Músico.
- Cabrestero: jinete que conduce las reses vacunas por medio de los cabestros.
- Baquiano: jinete conocedor de los caminos, atajos, idioma, y costumbres de una región. Actúa como guía para transitar por ellos.
- Cuatrero: jinete ladrón de hatajos, ganado y manadas.
- Músico: jinete compositor, y cantante de la llanura. Por lo general toca o el cuatro, arpa, maraca, bandola, o violín.

Hay otras profesiones, pero estos 4 tipos son universales, mientras que ser bonguero o veguero es de solo algunos peones, si bien es cierto que casi todos conocen cómo manejarse por un corriente fluvial o cultivar.
Las grandes travesías entre hatos para transportar el ganado son sumamente rigurosas y demandantes. Estos cabresteros y baquianos guían miles o cientos de reses por las inmensas llanuras debido a que el ferrocarril todavía no había sido introducidos en esa región (siguen sin tener ferrocarril), siendo cada res marcada según el hato de pertenencia.
Gracias a Bolívar Coronado tenemos varias marcas de ganado pertenecientes a varios hatos siglo del XVIII, como son los de Evangelina López y de Pedro Fraile.
El ganado no estaba en rejas, por lo que el único modo de diferenciarlos era con la marca. Para marcar la oreja, los llaneros usaban el llamado tenedor, con varias formas. Una de ellas era rajar la oreja del vacuno de varias formas. 

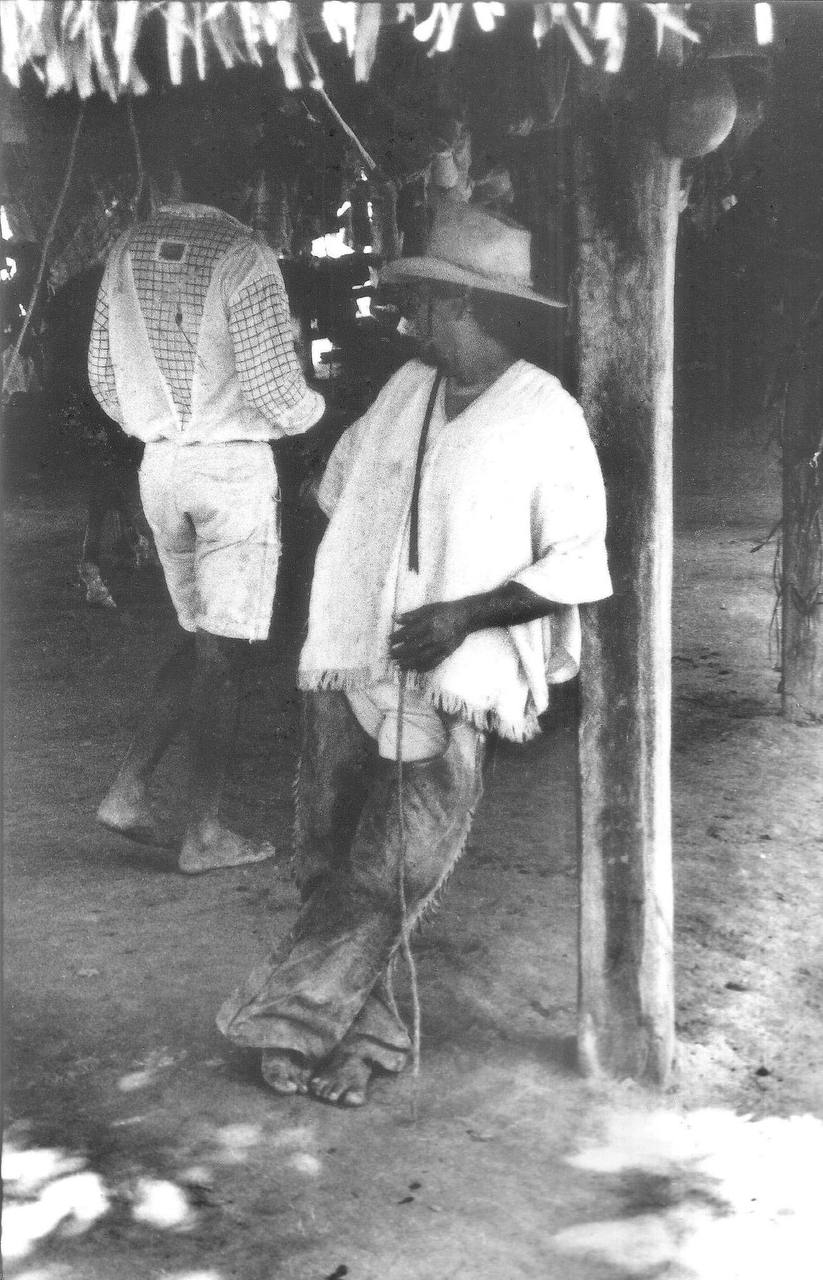
Llanero, 1995. Foto por José Ignacio Vielma. Se pueden apreciar el zamarro y la ruana.

Estas caravanas que recuerdan mucho a la oriental, estaban comandadas por el cabrestero, entre ellos y de igual importancia, estaba el cocinero, el médico, un físico, y obviamente los diferentes vaqueros y baquianos. Al contrario del ganado en América del Norte o Europa, el de los llanos no estaba acostumbrado al contacto el hombre debido a no estar alambrados, lo que hacía el arreo más complicado.
Si un gran río bloquea su camino, estos tienen que guiar al hatajo y el ganado para pasar esta corriente; el bonguero, con su bongo -especie de canoa- transportaba la mercancía y algunos llaneros. Los vaqueros y el cabrestero se hundían en el agua y guiaban al ganado y a las bestias a pasar el torrente. Siempre teniendo cuidado de los mortales caribes y caimanes que habitan estas aguas.Gracias a las estampidas por lo general no solían acercarse a estos traspasos, pero de vez en cuando se veía a un caimán bloquear el camino, por lo que uno de los llaneros, armado con un cuchillo y su falseta, se hundía bajo el agua para atrapar el caimán y sacarlo del camino. Si los caribes llegaban a estas aguas, la única opción era escapar lo más rápido posible, debido a lo feroces y peligrosos que son. Este paso de ríos tardaba varias horas.
La cocina llanera se basa en carnes a la brasa (carne en vara), pescados, pollo, caimán, carne de chiguire (también conocido como capibara), tortuga, lácteos como quesos, sueros, ricota,  arroz, yuca, calabaza, name, arepas de maíz y otros almidones, aunque no se utiliza el trigo. Entre las frutas destacan el banano y el plátano y en menor medida el maní y el merey. 
Normalmente para los llaneros el chimó es la preparación de tabaco más común, compuesta por hoja de tabaco, bicarbonato de sodio, panela, cenizas del árbol de mamón (Meliccocca bijuga) y aromas de vainilla y anís. Los ingredientes varían según la región de Colombia o Venezuela considerada. Se coloca una pequeña cantidad de chimó entre el labio o mejilla y la encía y se dejan allí las hojas durante un tiempo, normalmente 30 minutos. Se escupe la mezcla de chimó y saliva.
Al terminar la jornada, después de comer y al acabar las tonadas, estos sacaban sus hamacas y las ponían en las palmeras o árboles disponibles, donde estos vaqueros podían reposar tranquilamente. Si no había troncos cerca, estos usaban la cobija y la hamaca para una especie de cama improvisada. Si tenían la oportunidad y la fortuna de encontrar una pulpería o hato, estos reposaban en aquellas instalaciones gracias a la amabilidad de sus dueños. La calidad de las pulperías o hato variaba mucho, pasando de unos bastante lúgubres u otros bastante adaptados a las faenas del campo.

## Bestias y animales

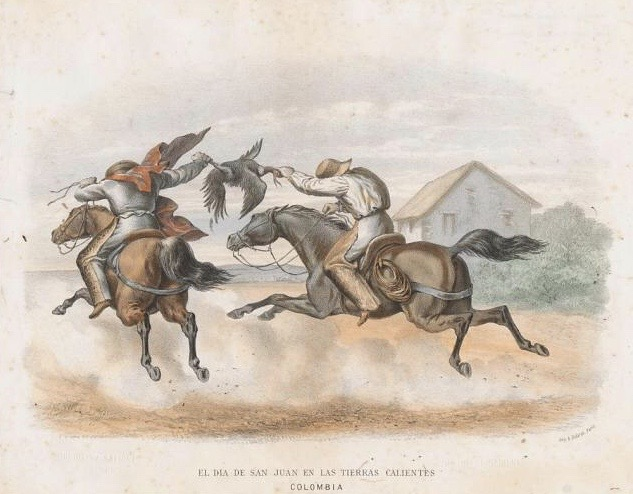
Vaqueros de tierras calientes, Ramón Torres Méndez, 1860

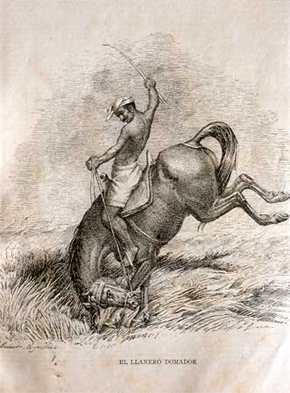
Campesino llanero domador, siglo XX.

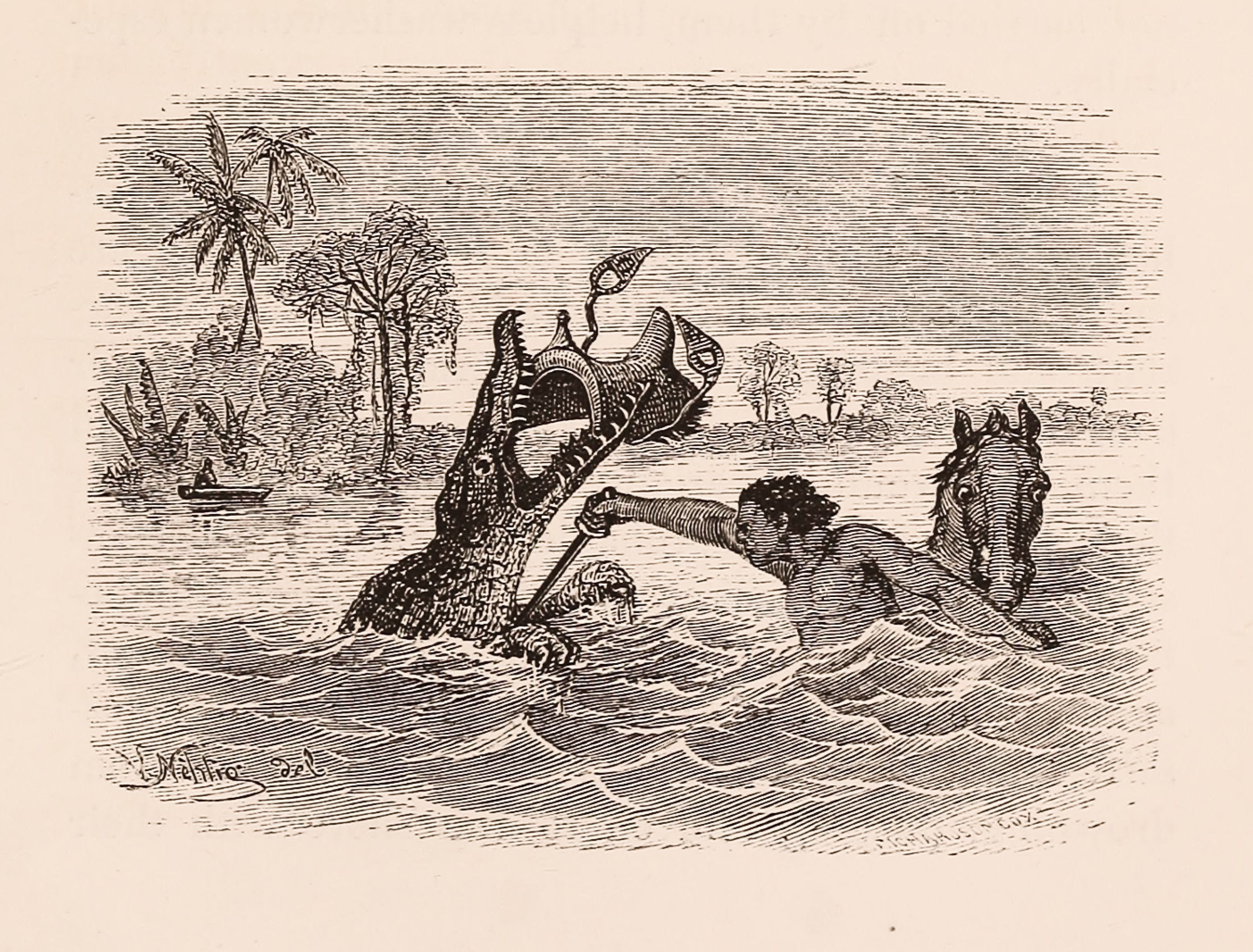
Llanero cazando un caimán, 1862.

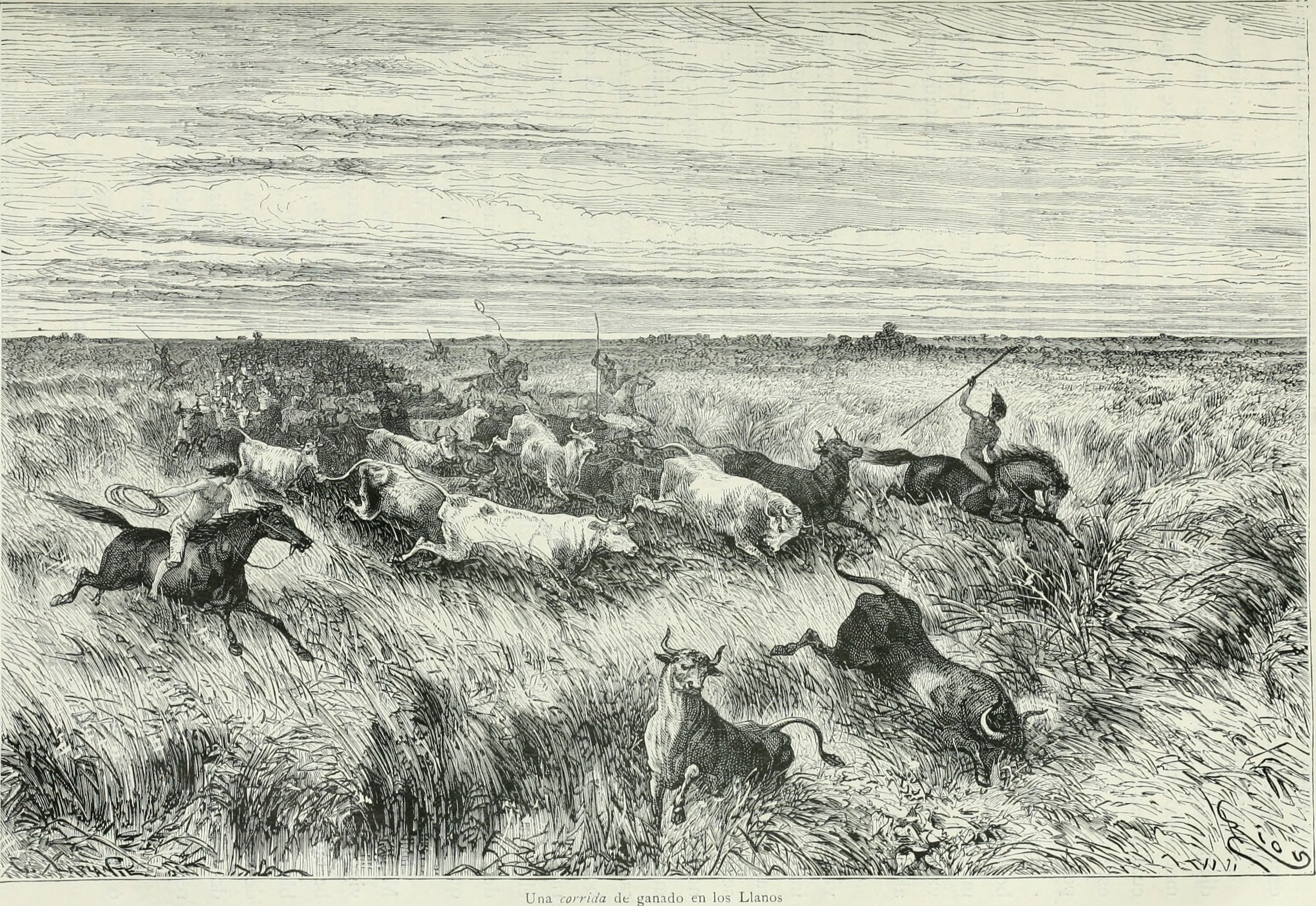
Llaneros nómadas atrapando el ganado.

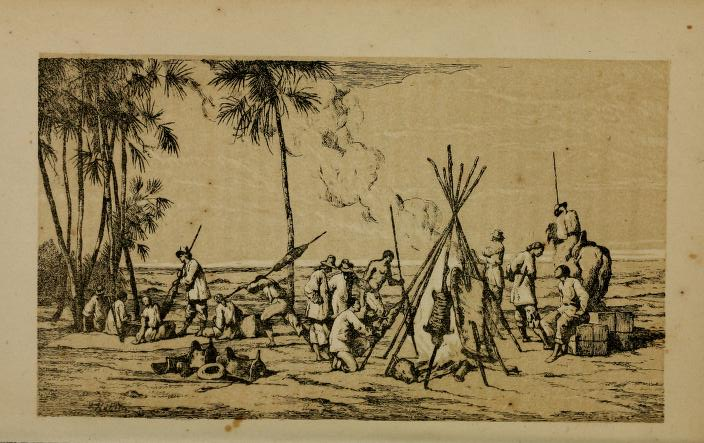
Llaneros haciendo carne en vara, 1862.

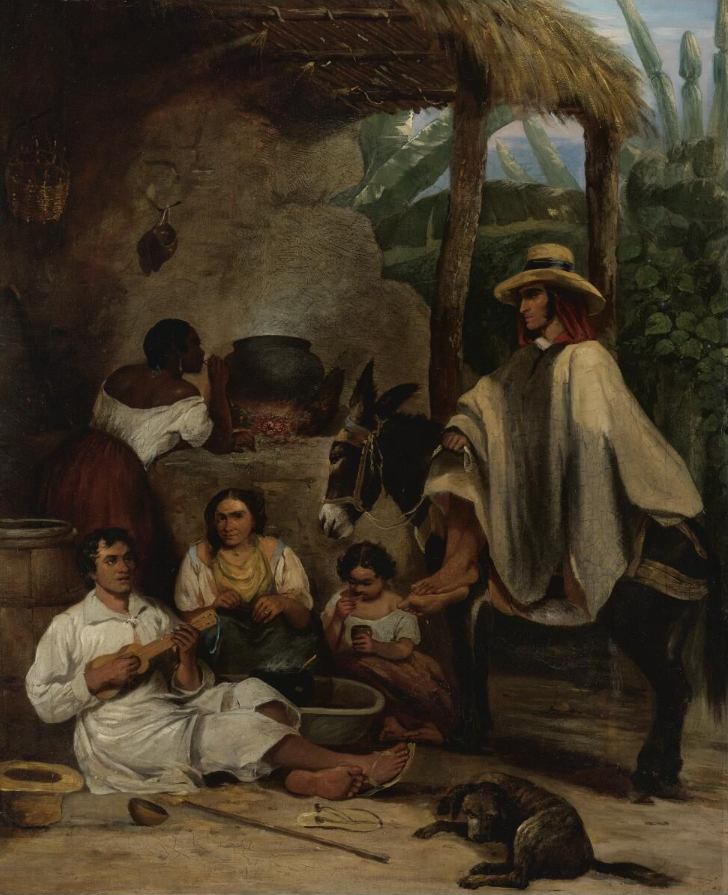
Ferdinand Bellermann, posada, 1843.

### El caballo
Debido a la biodiversidad del Llano, hay gran cantidad de animales y flora que hacen a este ambiente bastante exótico y particular para la doma. El hatajo y el ganado se deja libre y crecer en el campo, hasta que llegan a la edad adecuada para ser domesticados.
El caballo tiene varias denominaciones según su color de piel: rucio palomo, rucio paraulato, rucio moro, rucio mosqueado, alazán, castaño, zaino, bayo, ruano y zebruno. Cada caballo o padrote tiene un nombre particular que lo distingue del resto y muestra la afección del dueño hacia este. Aquí algunos: Lancero, Banderita, Guapetón, Corozo, Esmeralda, Cacique, Pluma de Garza, Bayoneta, Lucero, Torito, Bellaco, Caney, entre otros.
El caballo es el mejor amigo del llanero, tan así que hasta tenemos poemas como estos

Mi mujer y mi caballo

Se me murieron a un tiempo;
Qué mujer, ni qué demonio,

Mi caballo es lo que siento

Para el llanero, el caballo es por excelencia bestia. Otros animales no son bestias para el llanero. Al igual que el ganado es solamente el vacuno. Los cerdos son manadas
Para su doma, se va un equipo de llaneros armados con lazos. Se escabullen y fuertemente inmovilizan las patas del potranco o semental con sus lazos, otro llanero llega y se monta encima de la bestia, le corta parte de la crin para mostrar que ha sido domado y se agarra de la que queda, el llanero da la orden y los demás quitan sus lazos, la bestia, al estar acostumbrada a la libertad del llano intentará con todas sus fuerzas de quitarse al domador, pataleando y con varios brincos, hasta que al final, la bestia es vencida, y resulta domada por el llanero.
El caballo llanero es sumamente fuerte y adaptado a las faenas del campo. Teniendo la habilidad de no solo pasar las pampas sino los ríos más bravos.

#### Características
El caballo llanero desciende del caballo ibérico, que al escaparse formaban hatajos, al exponerse al entorno salvaje, la selección natural y la endogamia, les fijaron características genéticas propias. El caballo llanero presenta las siguientes características fenotípicas:
Proporciones: mesomorfo, el diámetro longitudinal y la alzada a la cruz promedios presentan muy poca diferencia entre sí.
Peso: su peso promedio adulto presenta valores menores a 350 kilogramos.
Perfil frontonasal: recto y subconvexo.
Pelajes: alazán, amarillo, bayo, castaño, negro, palomino, pinto, rosillo, ruano, tordillo, zaino.
Cabeza: triangular, de base ancha y vértice fino, mediana a grande, frente generalmente ancha y plana. Carrillos medianamente destacados. Ojos expresivos, de forma triangular. Orejas medianas, puntas hacia arriba.
Crines: cola, crin y tupé abundante. Cerdas gruesas y abundantes. Cernejas escasas generalmente en la cara posterior del menudillo.
Cuello: mediano, simétrico, generalmente grueso de nacimiento bajo. Recto a subconvexo en línea superior, recto en línea inferior. Ocasionalmente cuello cóncavo en
línea superior. Tendencia a unión horizontal con el tronco. Unión con la cabeza no muy bien definida, particularmente en la garganta.
Cruz: cruz mediana y larga. Poco musculosa, limpia unida suavemente al tronco.
Dorso y lomo: recto, fuerte, mediano, algunas veces alargado. Raramente cóncavo o convexo.
Pecho: tiende a ser estrecho, poco musculoso.
Tronco: cilíndrico, con tendencia a ser alargado. Costillas poco a moderadamente arqueadas.
Grupa: Corta o muy corta. Derribada. Poco musculosa. Vista desde atrás proporcionada.
Cola: De maslo mediano a largo, abundantes crines. De inserción notoriamente baja.
Miembros anteriores: espalda. Proporcionada, medianamente inclinada .Medianamente separadas entre sí y poco musculadas.
Brazo y codo: de longitud proporcionada y medianamente musculado. Codos separados del tronco.
Antebrazo: largos, rectos, poco musculados.
Rodillas: medianamente anchas, cerca del suelo.
Miembros posteriores: muslos relativamente anchos y musculados. Nalgas largas y descendidas.
Piernas: largas. Medianamente musculosas. Cordón del corvejón fuerte y bien definido.
Corvejones: fuertes, medianamente anchos, definidos, cerca de tierra.
Miembros y regiones comunes: cañas cortas. Cuerda o tendones destacados y definidos. No muy gruesas.
Menudillos: definidos, fuertes con pocas cernejas.
Cuartillas: fuertes, medianamente inclinadas y de longitud proporcionada.
Cascos: medianos. Muy resistentes.
Temperamento: tranquilo en descanso, pero de respuesta rápida y briosa a la exigencia del jinete. No se considera de temperamento nervioso ni linfático.

### Animales
Caimanes, caribes, babas, anguilas, cerdos salvajes, toros y jaguares son varios de los enemigos que estos jinetes se van a encontrar. El caimán se le cazaba como juego y también por ser un obstáculo, por lo general con la falseta se le inmoviliza, pero su piel, al ser tan dura y resistente, se le tiene que clavar con el cuchillo en puntos específicos como debajo de las patas. Las anguilas, capaces de matar un semental, son un verdadero peligro, el método de caza es usar un caballo como anzuelo. Este, al pasar por el río sería atacado por las anguilas hasta inmovilizarlo. Al revelar su posición, los llaneros los cazan, y las demás anguilas huyen del campo para dejar el paso a los jinetes y el ganado, el caballo termina por recuperarse al momento, sin repercusiones del incidente.

## El bahareque
El bahareque es el nombre general que se le da al sistema de construcción de cierto tipo de viviendas en Venezuela y Colombia. Los bahareques han sido por lo general, el tipo de vivienda del llanero. El techo es de casupo, una hoja larga que se va colocando superpuesta a manera de tejas y se va amarrando con mecatillo. Esas hojas se secan y quedan tostadas por el sol, es un techo totalmente impermeable y fresco. Sus paredes de bahareque se hacen abriendo un hueco en la tierra y allí se echa bastante barro mojado, se le añade mucha paja cortada en pequeños trozos y se meten unos cuantos hombres en el hoyo para pisar el barro hasta que esté bien mezclado. Previamente se hace una armazón con palos y verada. Para las paredes, el barro se lanza hasta rellenar los espacios del armazón. El bahareque es muy fresco, es ideal para el clima del llano. Sus patrones siempre siguen formas rectangulares; además es utilizada para el mobiliario interno, elaborado completamente con los materiales disponibles en el lugar. Las enramadas externas anexas al bahareque las llaman caney.

## Expresiones musicales

### Joropo llanero[8]

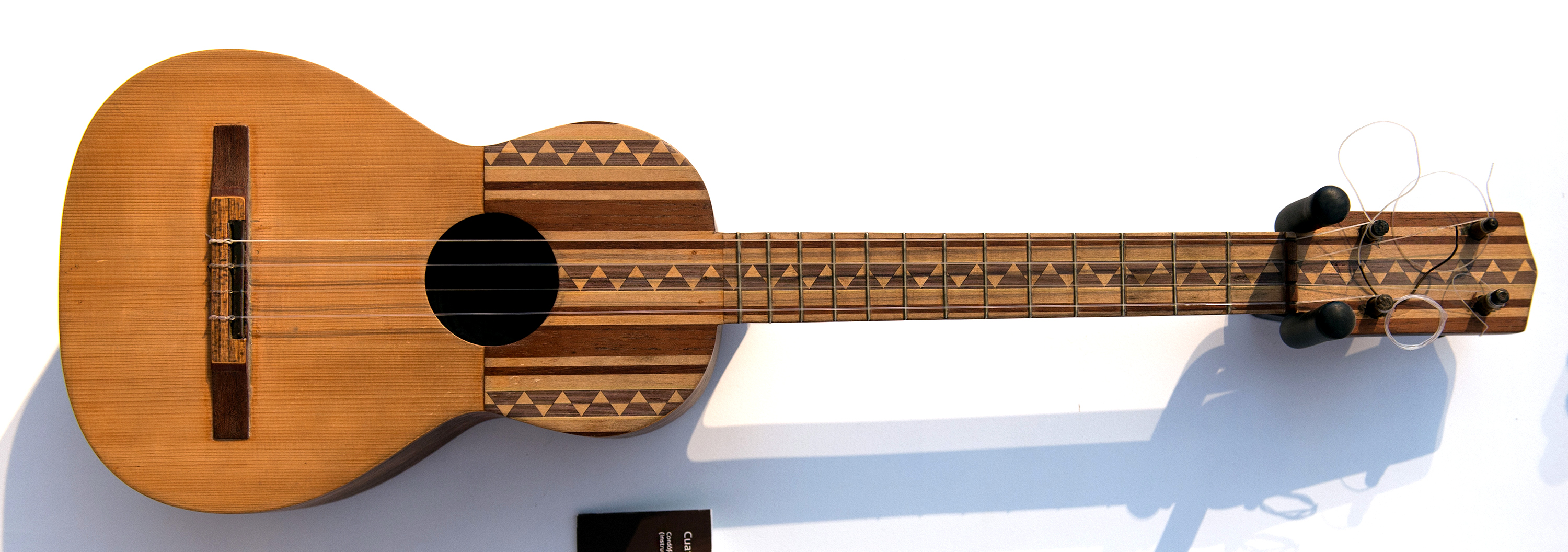
Cuatro llanero o venezolano.

El término joropo es el nombre común con el que se le asigna a varios géneros musicales del territorio venezolano y colombiano. Los llaneros tocan una variación o subgénero propiamente llamada joropo llanero, muy popular en Venezuela. Originalmente, joropo se le decía a las fiestas en los pueblos. El joropo llanero se toca con cuatro, arpa, maracas y con variaciones de bandola y violín.
El cuatro es el instrumento principal del llanero, su fabricación artesanal y su relativa corta estatura lo vuelven perfecto para ser llevados en las largas faenas. Según Cook, los antecesores del cuatro estaban entre los primeros elementos llegados a Venezuela por expresa orden de los Reyes Católicos dada a Colón en 1497

Asimismo deben ir… algunos instrumentos e músicas para pasatiempo de las gentes que allá han de estar

Ese cuatro -o guitarra renacentista- tuvo una doble función: por un lado fue instrumento de diversión de las clases populares en la música golpeada; y por otro fue usado también por la iglesia, y así marcó la ruta de las misiones y le dio vida y movilidad a los actos religiosos.
El musicólogo Alberto Calzavara señala que entre los establecimientos de San Ignacio de Cabruta, Pararuma y San Miguel de Macuco había

Centros de colonización y transculturación que han dejado evidencias de que el arpa era practicada asiduamente por los aborígenes bajo la enseñanza de los europeos

Karl Appun resalta

La orquesta se componía de un arpa, una guitarra y dos maracas. El maraquero era a la vez quien tocaba las arias improvisadas que acompañaba la música. El personaje principal es el arpista, quien goza de fama de gran artista y es solicitado en los pueblos más lejanos para que haga vibrar los pies de las bailadoras como el fluido del azogue, con los sonidos maravillosos de su instrumento. Su postura es noble; apenas mira a sus colegas, y menos al maraquero… habla rara veces con el guitarrista, pero con el maraquero jamás (…) Un sentimiento voluptuoso parece que atraviesa de pronto los dedos del arpista, electrizados por el espíritu de la música, y los hace deslizarse como un suave hálito de viento por las cuerdas del instrumento antediluviano

Las misiones de evangelización junto con los conquistadores españoles trajeron todos estos instrumentos que terminarán por volverse común por este gentilicio.
La voz más apropiada para el canto guarda estrecha relación con el habla del llanero que se caracteriza por su nasalidad marcada o intermitente. Aparte del canto silábico nasal y algo presionado, en algunos joropos se incluyen gritos iniciales largos de altura definida. Soltar ese “tañío” o “leco” como lo llaman los llaneros. Calderón, 1997 señala que

pareciera reflejar el espacio abierto del llano en su gesto declamatorio y evocar quizá los antiguos gritos de los vaqueros para reunir o hacer desplazar el ganado por las sabanas. La pureza, la afinación y la fuerza de esta nota larga que entona el cantador, generalmente sobre el quinto o cuarto grado de la escala, anuncian al público, la calidad y pretensiones del solista

#### Pasaje y golpe
Básicamente se distinguen dos formas de ritmos: golpe y pasaje, que los llaneros suelen denominar joropo y pasaje. Ambos se bailan, pero se diferencian por su carácter, temas y grado de variabilidad
El pasaje por lo general es más introspectivo, más romántico y suave, con frases melódicas más desplegadas. Se suele usar para declarar amor a una mujer, o bien para cantar afectos al terruño, a un animal preferido o para expresar despecho. Se trata de una composición única sin mayor improvisación, cantada siempre con la misma letra y con pocas variantes melódicas. La cantidad de pasajes es infinita, cualquiera puede inspirarse y componer uno nuevo.
El golpe, en cambio, es más extrovertido, de carácter recio y frases melódicas generalmente breves. Adopta temas fuertes como la historia, la protesta, el trabajo del llano o algún desafío. La cantidad de músicas para los golpes es contada, aunque su número puede variar desapareciendo uno o surgiendo otro. El golpe se comporta genéricamente debido a su estructura armónica fija y a otras características como motivos melódicos obligatorios. Estas estructuras forman el marco para una infinidad de ejecuciones, letras e improvisaciones.

### Tonadas

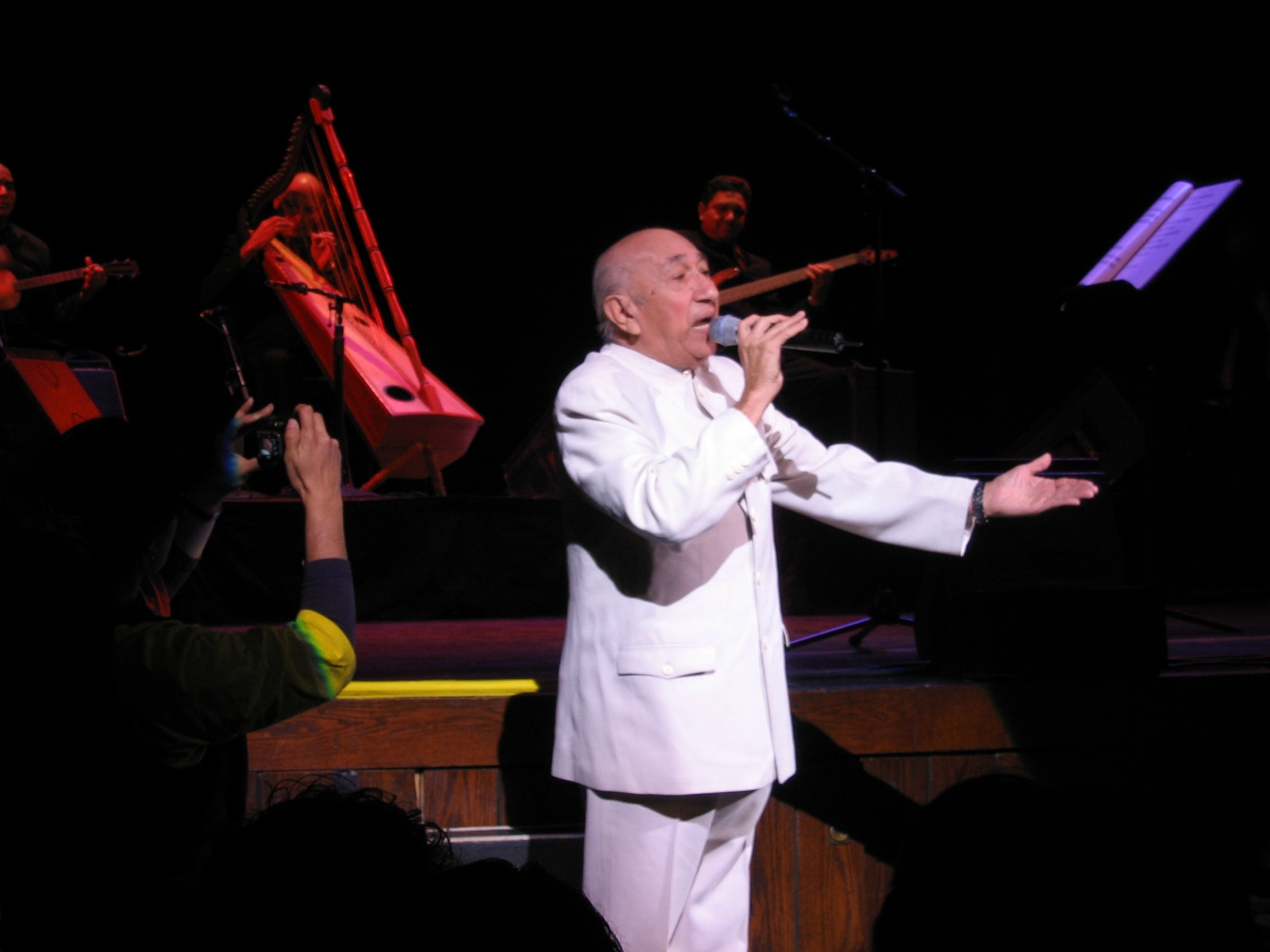
Simón Díaz, mayor exponente de la tonada.

Para realizar las actividades de trabajo como el arreo, la caza, la pesca,la cosecha y el descanso del hombre del campo, los habitantes del Llano  se caracterizan por realizar una serie de cantos y melodías concentrados dentro de la lírica denominados: tonadas. Al contrario de la mayoría de géneros musicales hispanoamericanos, las tonadas no tienen enfoque en el baile sino en el texto. Cada tonada varía mucho según la región, las tonadas tachirenses de cosecha y son diferentes a la pesca costera.
La tonada llanera se canta principalmente en lo que sería el arreo y el ordeño, denominadas propiamente cantos de ordeño y cabresteo. La tonada se canta para apaciguar al ganado y hatajo, que gracias a las melodías y cantos del llanero terminan por calmarse y volverse uno con el cantautor.
Según Luis Felipe Ramón y Rivera

Las tonadas son cantos utilitarios que se caracterizan por su sistema monódico, en el cual se establece claramente la armonía por notas largas de seis, ocho o más tiempos moderados que encierran las cadencia

Los cantos de trabajo de Los Llanos  son una práctica cultural de comunicación vocal consistente en cantar individualmente melodías a capela sobre temas relacionados con el arreo y ordeño del ganado. Fruto de la estrecha relación existente entre las poblaciones llaneras con el pastoreo de bovinos y caballos, esta práctica forma parte del sistema tradicional de crianza de ganado de Los Llanos, que sintoniza perfectamente con la dinámica de la naturaleza y el medio ambiente de esta región. Los cantos narran vicisitudes de la vida individual y colectiva de los llaneros y se transmiten oralmente a los niños desde su infancia. La vitalidad de la práctica de este elemento del patrimonio cultural se ha visto mermada paulatinamente por toda una serie de cambios socioeconómicos y políticos que han modificado considerablemente el universo cultural de las comunidades de Los Llanos. Toda una serie de ambiciosos planes de ordenación territorial concebidos con una perspectiva desarrollista han conducido a hondas transformaciones no sólo de los sistemas de propiedad y uso de la tierra, sino también de los espacios naturales, sociales y culturales donde se interpretan los cantos. Esto ha traído consigo una pérdida de interés por las técnicas y los valores característicos de las faenas llaneras, que se traduce en una serie de amenazas para la viabilidad de este elemento del patrimonio cultural. No obstante, se están realizando numerosos esfuerzos para salvaguardarlo, a saber: aplicación de una estrategia pedagógica basada en la celebración de más de 20 encuentros entre depositarios de este patrimonio cultural y jóvenes de la región; elaboración de proyectos de formación para maestros de escuela; y organización de numerosos festivales de canto.

### Contrapunteo

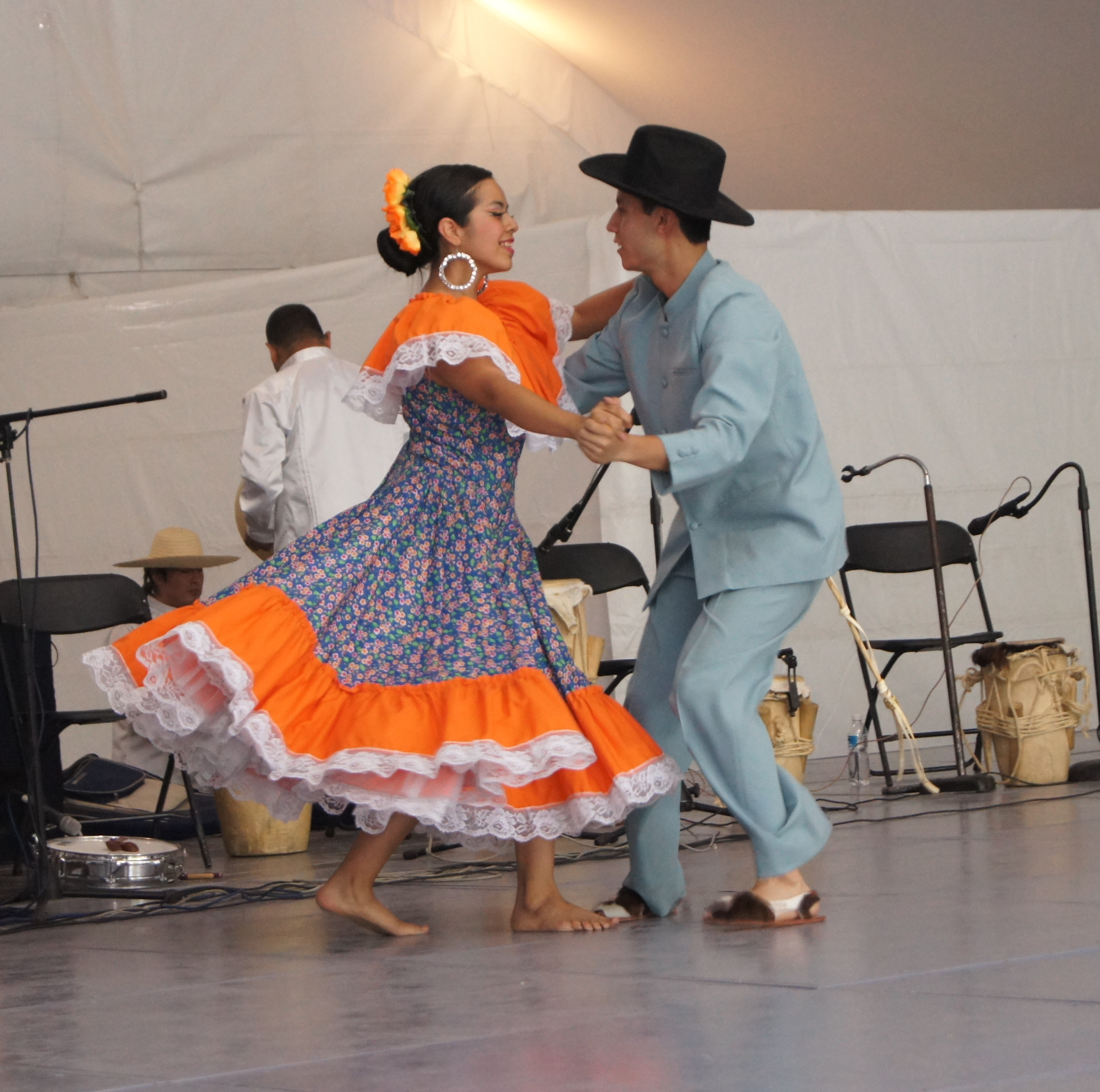
Pareja llanera bailando joropo en Yopal, Casanare.

Una de las costumbres más antiguas y representativas del llanero que todavía perdura. El arte del contrapunteo es ejecutado por dos o más personas quienes con versos improvisados en rima entran en un duelo poético hasta que uno de los dos se quede callado. Volviéndolo en un certamen poético entre poetas. La duración de los contrapunteos es desde minutos hasta incluso, en ciertos casos, horas. La causa del contrapunteo es muy variada, desde una oda al llano hasta la mano de una dama o un duelo de habilidad entre los copleros. En ocasiones estos contrapunteos escalaban a tal punto que dejaban de ser un combate de versos a uno con espadas, por lo que no era raro ver muertes en estos eventos. Fallecimientos en un contrapunteo era visto como una tragedia. Por lo general tienen como base musical al cuatro y a veces también al arpa.

### Baile
Danza folclórica nacional de Venezuela resultado de la evolución del fandango hispanoamericano, caracterizado por ser un baile zapateado. El joropo se baila en pareja enlazada, la cual gira por el espacio en contra de las manecillas del reloj y que, según estructuras musicales y motivos melódico-rítmicos, desarrolla variadas figuras, muchas inspiradas en el trabajo en el campo y los animales del llano.
El baile del joropo no necesariamente fue siempre de pareja enlazada. Todos los derivados del fandango en Latinoamérica, hasta el día de hoy, se bailan por parejas separadas, en forma similar a los fandangos de España. A finales del siglo XVIII el obispo Mariano Martí censuró especialmente el gesto de ‘enlazarse de los brazos o manos’, al parecer algo muy grosero para los cánones de la época. Bailar asido de las manos debe haber sido definitivamente una influencia de la difusión de los bailes de salón, al igual que la procedencia del paso del valseo del vals salonesco como destaca el musicólogo Luis Felipe Ramón y Rivera.
Entre 1771 y 1784 el obispo Mariano Martí llevó un tipo de diario -llamado ‘Libro personal’- de las visitas pastorales a muchos poblados en la que nos hace estas observaciones

...en esta villa y distrito se practican así de día como de noche bailes, saraos y fandangos a que concurren hombres y mujeres con tan evidente riesgo de sus conciencias que no se puede dudar, más si llorar con amargas lágrimas el que se ofende a Dios Nuestro Señor y se escandaliza a los timoratos, principalmente con los indecentes enlaces de los brazos o manos de los hombres con las mujeres, tan impropios del recato y modestia cristiana

Hoy el joropo es siempre un baile de pareja sin soltarse, el cual se guía por el desarrollo de la música, sin sincronizar las figuras entre una y otra pareja. Un cambio de figura o de dirección se da sólo en un múltiplo de cuatro compases. El guía en el baile es siempre el hombre. La mujer debe adaptarse a la inspiración de éste y seguirlo, así que su posibilidad de introducir algún elemento propio es limitada.
Generalmente debe seguir valseando o escobillando mientras el caballero ejecuta distintas figuras. Sin embargo ella puede desarrollar mayor o menor elegancia y suavidad en su expresión corporal. Mientras que la mujer asume usualmente una posición erguida, el hombre suele mantenerse levemente inclinado hacia adelante, con las piernas algo flexionadas. Esa posición, típica de sus faenas, le da mayor estabilidad y agilidad para lograr la diversidad de pasos y figuras en la ejecución del baile. Algunos de los pasos básicos son el zapatiao, escobillao, valsiao y toriao.

## Coleo de toros

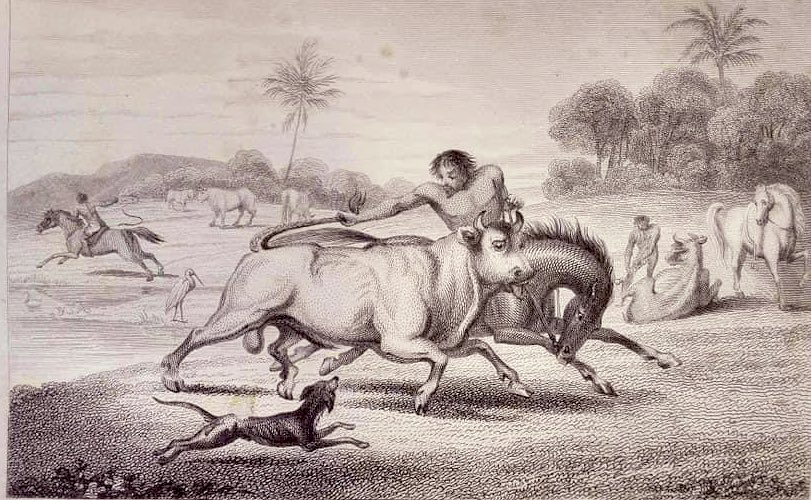
Coleo de toros en el antiguo llano, Travels through the interior provinces of Columbia, J. P. Hamilton. 1838.

El coleo de toros consiste en tirar, a caballo, de la cola de una res para derribarla. Actividad nacida en la faena llanera y ahora expandida hasta volverse el deporte nacional de Venezuela, y practicado en Colombia, Panamá, México y Brasil. Una de las hipótesis de este deporte es que la historia del coleo en Venezuela se remonta hacia los años de 1529- 1530, por la llegada de numerosos caballos y reses traídos por los Welser, en 1530 Cristóbal de Mendoza Rodríguez funda el primer hato en los Llanos centrales y ya para 1547 existían alrededor de 4000 vacas y 2000 caballos, es entonces cuando el traslado del ganado de un lugar a otro y el dominio de los rebaños se hacía más difícil, es allí donde el llanero se percata que derribandolo por la cola dominaban al toro y lo integraban fácilmente al rebaño haciendo la faena del trabajador más fácil, es entonces cuando nace el coleo o los toros coleados. Hay que destacar que, el General José Antonio Páez fue uno de los primeros coleadores y durante su presidencia impuso el coleo como espectáculo de todas las fiestas, además durante la presidencia de los Monagas, y los periodos de Joaquín Crespo el coleo tuvo gran auge, debido a la afición que ellos sentían por este deporte; En la época del gobierno de Gómez, los toros coleados pasaron nuevamente a la categoría de espectáculos principales en los programas oficiales y fiestas patronales.

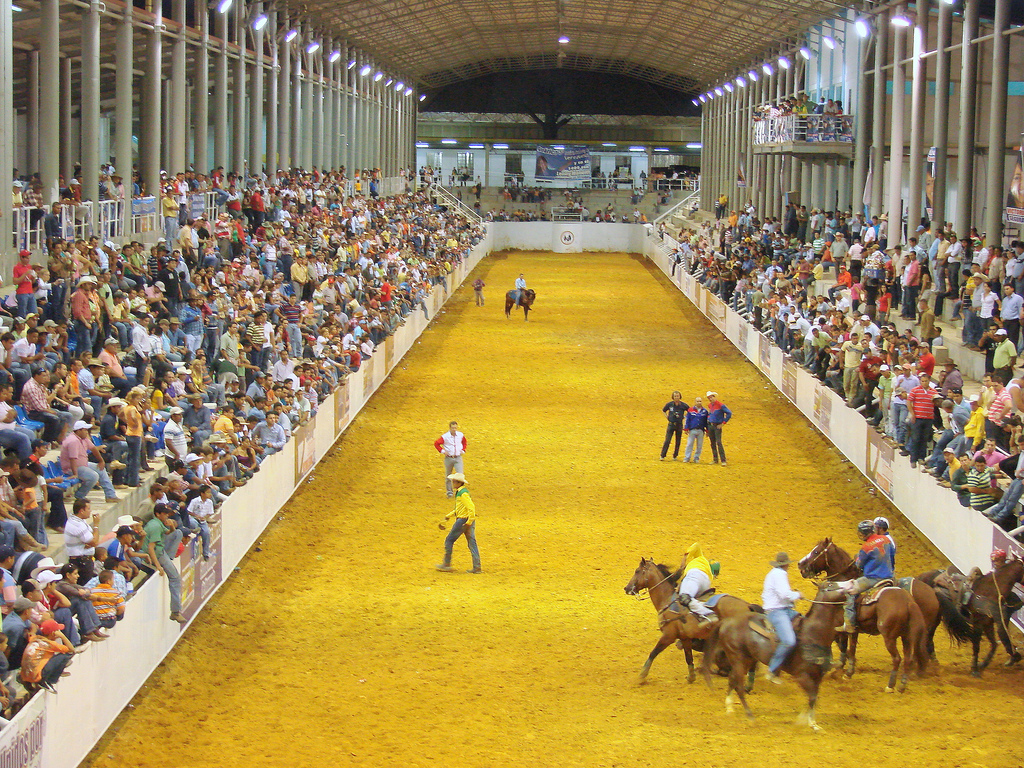
Manga de coleo en San Juan de los Morros.

#### Tipos de coleadas
Una sola mano: el coleador hace correr al caballo y aguanta la cola del toro con una sola mano hasta poder derribarlo.
Debajo de la pierna: se caracteriza en colocar la cola del toro por debajo de la pierna del coleador para derribar al toro, este tipo de coleada mayormente es practicada en México.
Apartado: con las dos manos en la cola del toro el coleador se desplaza hacia debajo de la silla para efectuar la coleada.

#### Participantes
- El Coleador: jinete cuyo objetivo es buscar derribar al toro por su cola. Su forma de coleo lo vuelve bastante popular en las fiestas.
- El Caballo: animal de compañía con el cual el coleador realiza el coleo, el caballo es el que generar el 80% del esfuerzo empleado para derribar al toro.
- El Toro: completa la trilogía necesaria para realizar la coleada. De su característica depende en una buena parte el éxito del espectáculo.

- Los Jueces: la competencia es vigilada por tres jueces : el Juez Central, el Juez de Coso, el Juez de tapón, y los Jueces de Manga (Anotadores y Cronometristas). Para competir se organizan turnos de cuatro coleadores.

## Cultura

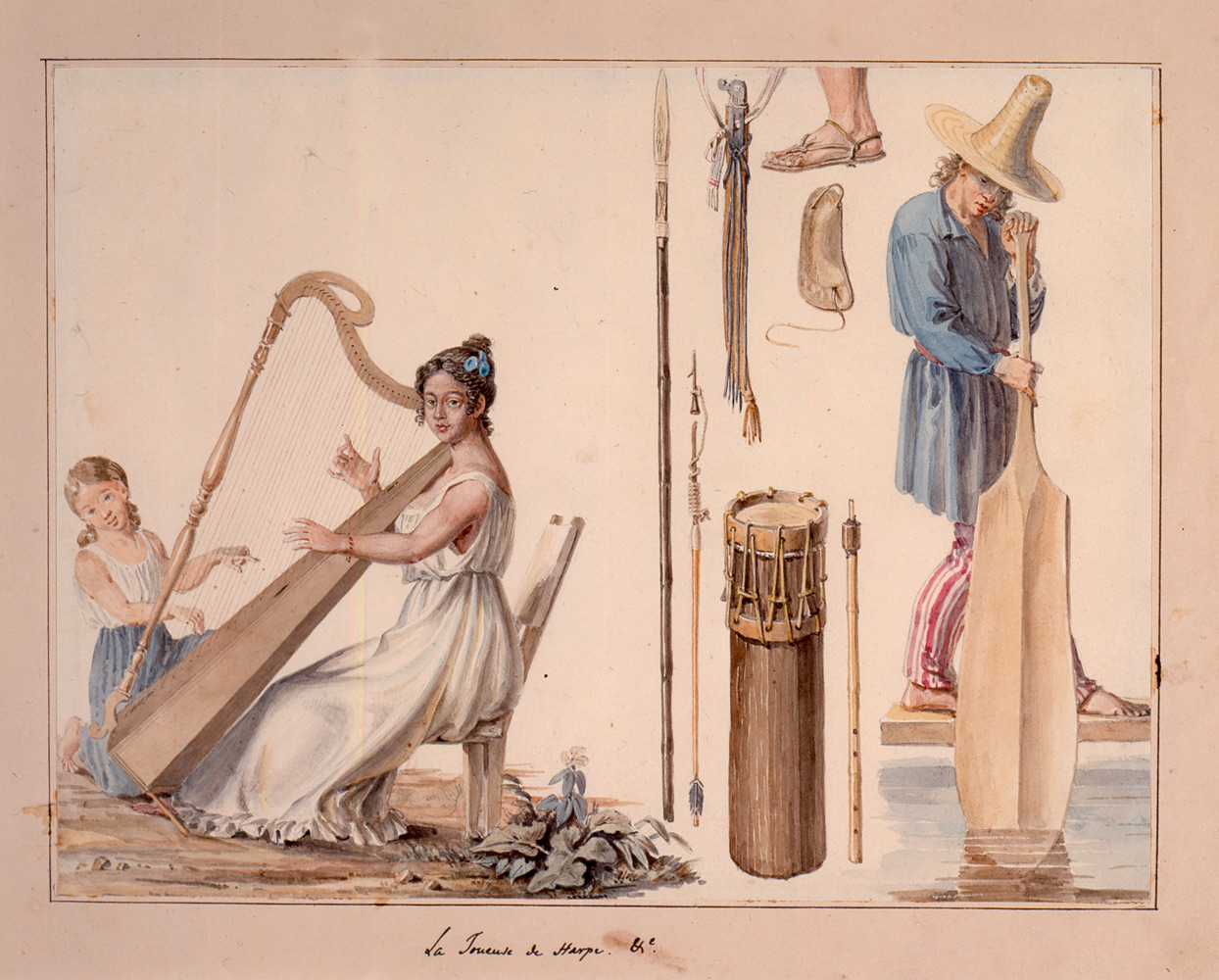
Una arpista (instrumento típico del llano), y una lanza de la época. François Désiré Roulin, 1823

Varias décadas de sincretismo cultural dieron lugar a lo que hoy se conoce como el folclor y tradiciones llaneras; los constantes desplazamientos geográficos de individuos hacia la región desde la época de la conquista hasta el día de hoy, permitieron el surgimiento de una amalgama de costumbres que, junto a las tradiciones de indígenas autóctonos, conforman la característica etnia llanera. Por ello, en la escena de lo cultural existen tan variadas, como fascinantes manifestaciones, representadas por su danza y música, el joropo; por sus obras escritas, el poema llanero; por sus costumbres tradicionales, el trabajo de llano; por su deporte, el coleo; y por sus fiestas más populares. Todo ello se convierte, entonces, en exponente del brío y la rusticidad de la etnia llanera y su entorno geografico  que son descritos por Luis Manuel Urbaneja Achelpohl en el ensayo El Gaucho y el Llanero (1926) gana un concurso literario y es premiado con la publicación por la revista Elite de mil ejemplares. El ensayo compara la idiosincrasia y medio político, social y económico de dos emblemáticos caracteres latinoamericanos de considerable protagonismo histórico hasta la época.Doña Bárbara una novela escrita por el venezolano Rómulo Gallegos publicada wn 1929 se ambienta en los llanos de Apure en Venezuela, en los predios del río Arauca.
Doña Bárbara es la novela venezolana más popular donde el autor examina el tópico sociológico, de raíz positivista, civilización frente a barbarie en la vida venezolana rural. Entre otros méritos, se destaca la maestría del escritor en cuanto a la creación de personajes, así como también la descripción del paisaje llanero. Ha sido reeditada más de cuarenta veces y traducida a otros idiomas.
La vitalidad del patrimonio cultural llanero se ha visto mermado paulatinamente por toda una serie de cambios socioeconómicos y políticos que han modificado considerablemente el universo de las comunidades de Los Llanos. Toda una serie de ambiciosos planes de ordenación territorial concebidos con una perspectiva desarrollista para ampliar la frontera agrícola y la explotación petrolera así como la presencia de grupos armados y el narcotráfico que han dado lugar al desplazmiento forzado de numerosos habitantes han conducido a hondas transformaciones no sólo de los sistemas de propiedad y uso de la tierra, sino también de los espacios naturales, sociales y culturales donde se desenvuelven los llaneros. Esto ha traído consigo una pérdida de interés por las técnicas y los valores característicos de las faenas llaneras, que se traduce en una serie de amenazas para la viabilidad de este elemento del patrimonio cultural. No obstante, tanto en Colombia como en Venezuela se están realizando numerosos esfuerzos para salvaguardar este valioso patrimonio, a saber: aplicación de una estrategia pedagógica basada en la celebración de más encuentros entre los más veteranos cultores y jóvenes de la región; elaboración de proyectos de formación docente, investigaciones sociologicas y organización de numerosos festivales. Un impulso a estas iniciativas fue la inclusión en el 2017 de los cantos de trabajo llaneros en la lista de Patrimonio Cultural Inmaterial de la Humanidad por la UNESCO. En los Estados Unidos de América los españoles también usaron el término llanero para describir las tribus nómadas del Llano Estacado de Texas y Nuevo México y se aplicó a los Apache en particular. En Español, The Lone Ranger el personaje ficticio creado por el escritor Fran Striker para la radio, la televisión, el cine y los cómics que representa un vigilante de Texas enmascarado del viejo oeste es conocido como El Llanero Solitario para facilitar su distribución en España y Latinoamérica. Llanero Ken propiedad de Mattel, es un muñeco vestido con el distintivo traje llanero liqui liqui, incluido un tradicional sombrero almidonado, se ha convertido en un muñeco popular en Venezuela.